# Søren Kierkegaard
(Søren Kierkegaard, Diario)
Søren Aabye Kierkegaard (pronuncia: [ˌsœːɐn ˌoːbi ˈkʰiɐ̯ɡ̊əˌɡ̊ɒːˀ], ; diffusa in Italia anche la pronuncia [ˈkirkeɡard]; Copenaghen, 5 maggio 1813 – Copenaghen, 11 novembre 1855) è stato un filosofo e teologo danese.
Ultimo di sette figli, Kierkegaard cresce in un ambiente e contesto profondamente religioso: il padre, infatti, convinto protestante, insegna quanto prima i valori di tale fede al figlio Søren. Figura tormentata, complessa e malinconica, Kierkegaard coltiva sin dalla prima gioventù un doloroso senso di colpa, che sarà poi la base di partenza di tutta la sua riflessione filosofica, incentrata sulle tematiche di angoscia, disperazione e fede. Cresciuto con questo fardello (che egli stesso, più avanti, nelle pagine del suo imponente Diario, definirà come il suo "pungolo nella carne"), Kierkegaard si avvicina alla filosofia, portando avanti i suoi studi fino all'elaborazione e pubblicazione della sua tesi di laurea, intitolata Sul concetto di ironia in riferimento costante a Socrate.
Nello stesso periodo, accade un evento estremamente significativo per la sua esistenza: nel 1837, infatti, fa la conoscenza di una ragazza, Regine Olsen, e se ne innamora perdutamente sin da principio. Dopo tre anni di corteggiamenti, Kierkegaard riesce finalmente a fidanzarsi con la giovane; ma questo rapporto, presto destinato a sfociare in un matrimonio, genera una tremenda inquietudine dentro l'anima del filosofo danese, inquietudine che lo spinge, dopo circa un anno di atroci tormenti interiori, a distruggere ogni rapporto con la ragazza, che arriverà anche a meditare il suicidio per un breve periodo di tempo. Le opprimenti incertezze manifestate da Kierkegaard possono essere spiegate con il suo stesso pensiero: egli, infatti, considerava la possibilità come la categoria esistenziale umana fondamentale; le possibilità poste dinanzi all'uomo sono infinite, ma questo è tutt'altro che un elemento positivo, in quanto, pur avendo un numero infinito di possibilità, siamo chiamati a una sola scelta, che non solo comporta l'annientamento di tutte le altre opzioni, ma può anche avere come conseguenza una "non-realizzazione" (ossia un fallimento). 
La consapevolezza di avere di fronte a sé questo numero infinito di possibilità (in contrasto a una sola scelta da attuare) genera nell'individuo una fortissima angoscia, che lo paralizza e gli impedisce di scegliere, facendolo costantemente rimanere a un "punto zero" (cioè a una fase in cui l'individuo non ha ancora attuato una scelta definitiva). Questa dialettica degli opposti, inconciliabile ed eternamente conflittuale (che, dunque, non si risolve in una sintesi pacificatoria, come voleva, invece, Hegel), si riflette appieno in quelli che Kierkegaard chiama stadi esistenziali, ossia le diverse modalità di vita che un essere umano può, appunto, scegliere: essi sono lo stadio estetico, lo stadio etico e lo stadio religioso, ognuno con caratteristiche proprie e completamente uniche e distinte da quelle di tutti gli altri stadi.
Nell'ultimo anno della sua vita, infine, Kierkegaard entra in polemica con la Chiesa statale luterana: il pretesto gli è offerto dalla morte di un vescovo – in precedenza amico del padre del filosofo – accusato di vivere nel lusso, tradendo, quindi, i princìpi della Bibbia. Visto il sentimento indifferente degli altri vescovi dinanzi ai comportamenti del defunto, Kierkegaard, tramite la pubblicazione di un periodico intitolato L'istante, mostra tutto il suo disappunto verso la corruzione morale della Chiesa danese. Però poco dopo un malore stronca la vita di Kierkegaard, che muore l'11 novembre 1855, a soli 42 anni.
Il pensiero di Kierkegaard, diffuso tramite diversi saggi da lui scritti – alcuni sotto pseudonimo –, non riscosse particolare notorietà al di fuori del suo paese d'origine quando lui era ancora in vita, soprattutto a causa della sua posizione anti-hegeliana (essendo l'hegelismo la corrente filosofica dominante dell'epoca), ma anche per via degli argomenti da lui trattati, così come anche per lo stile di scrittura da lui adottato, particolarmente personale ed emotivo. Solo alla fine del primo conflitto mondiale, alla luce dell'immane tragedia appena accaduta, i filosofi porranno l'accento della loro riflessione sui sentimenti oscuri, tormentati e sofferti dell'uomo dinanzi alla vita e alla morte e, in questo loro rinnovato interesse, Kierkegaard troverà un posto di primo piano all'interno dei loro studi, venendo riconsiderato e apprezzato più che mai in tutto il mondo (un fenomeno, questo, successivamente denominato Kierkegaard Renaissance). Per questo, si parla spesso di Kierkegaard come del padre di quella corrente filosofica che, nel Novecento, assumerà il nome di esistenzialismo.

## Biografia
(Søren Kierkegaard)

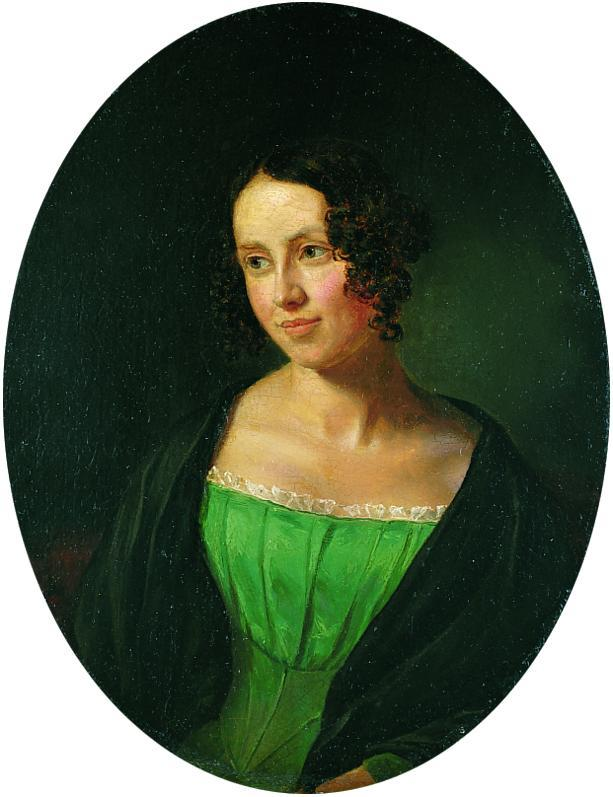
Regine Olsen, la donna della sua vita

Nato da Michael Pedersen (1756-1838) e dalla sua seconda moglie Ane Sørensdatter Lund (1768-1834), Kierkegaard visse la quasi totalità della sua esistenza a Copenaghen, dove nacque e morì. La sua filosofia prese corpo da un doppio rifiuto, ossia il rifiuto della filosofia hegeliana ("dove Hegel finisce, lì press'a poco comincia il Cristianesimo; l'errore è semplicemente che Hegel pensa di avere a questo punto liquidato il Cristianesimo: anzi di essere andato molto più in là!") e l'allontanamento dal vuoto formalismo della Chiesa danese.
Fu l'ultimo di sette fratelli, cinque dei quali morirono prima che lui avesse compiuto i venti anni.

### Educazione
Dagli anziani genitori, soprattutto dal padre, ricevette una rigida educazione pietista, improntata sul rigore. La tragedia dei fratelli (in particolare dell'omonimo Søren, morto a 12 anni di emorragia cerebrale a seguito di un incidente mentre giocava nel cortile della scuola) e l'educazione ricevuta fecero di Kierkegaard un uomo malinconico e riflessivo:
(Con esplicito riferimento alla "spina nella carne" della paolina Seconda lettera ai Corinzi, versetto 12, 7)
Egli si sentì presto votato all'introspezione, nonché ai sensi di colpa. "Attraverso i "casi della vita" il suo carattere e il suo pensiero sono stati certamente condizionati, ma non determinati".

### Il carattere inquieto
Educato dal padre anziano – che gli inculcò l'ossessione del peccato – in un'atmosfera di severa religiosità con l'aiuto dei confessori di famiglia J. E. G. Bull (fino al 1820) e Jacob Peter Mynster (fino alla fine del 1828), Kierkegaard arrivò addirittura a pensarsi soggetto di una maledizione divina, per un'imprecisata "grave colpa" commessa in passato da suo padre.
Infatti, la morte prematura della moglie e di cinque dei suoi sette figli aveva convinto il padre di Kierkegaard che egli aveva attirato su di sé una maledizione divina. Maledizione la cui natura è stata solo supposta e mai definita anche dagli stessi studiosi: forse, la colpa del padre era stata quella di aver maledetto Dio a undici anni per la sua iniziale povertà di pastorello, mentre pascolava su una collina dello Jutland; o forse tale colpa fu l'aver sedotto e sposato (con un matrimonio riparatore), pochi mesi dopo la morte della prima moglie, la domestica Anne Sorensdatter Lund, la quale poi sarà la madre di Kierkegaard. Michael riteneva di aver subìto quindi la maledizione di veder appunto morire tutti i suoi figli con l'eccezione di Søren e Peter (futuro vescovo luterano), che gli sopravvissero. Per molti studiosi fu questo il motivo per cui Søren non sposò Regine Olsen: per non far ricadere quella maledizione anche sui propri figli. Secondo il biografo Joakim Garff, che si basò su alcuni scritti di Kierkegaard, la colpa di Michael consisteva nell'aver forse contratto la sifilide in gioventù e averla trasmessa alle mogli e ai figli, causandone la morte prematura e i problemi di salute.
Nonostante la rigida educazione, Kierkegaard sviluppò un preminente senso dell'ironia. Basti pensare alla definizione di frizzi e ghiribizzi politici del romanzetto à clef di Henrik Hertz o a come ironizza sulla teoria sulle potenze in una lettera spedita da Berlino al fratello Peter dopo l'ennesima lezione ascoltata da Friedrich Schelling all'Università di Berlino: "Caro Pietro! Schelling chiacchiera in un modo del tutto insopportabile. Se vuoi avere un'idea, vorrei pregare te, per tuo proprio supplizio, anche se liberamente assunto, di sottoporti al seguente esperimento. Immaginati il filosofare a spizzico del pastore Rothe, la sua completa incompetenza nel campo della scienza, pensa poi all'instancabilità del fu pastore Hornyld nel far sfoggio di erudizione, immaginati tutto questo ben vivo nella tua povera testa, e va' poi all'officina di una galera o nella sentina dei forzati, e potrai avere un'idea della filosofia schellinghiana e della temperatura a cui tocca sentirla. Ora, per inasprire ancora di più il suo metodo, ha avuto l'idea di voler leggere più a lungo del solito, a me invece è venuta l'idea di piantarlo una volta per sempre. Si tratta di sapere quale delle due idee è la migliore. A Berlino io non ho più niente da fare... Io son troppo vecchio per stare a sentire lezioni, ma Schelling è troppo vecchio per tenerle. Tutta la sua teoria sulle potenze rivela la più grande impotenza... Credo che mi sarei completamente rimbecillito, se avessi continuato ad ascoltare Schelling. Tuo fratello, S. K.".
E al suo amico fraterno Emil Boesen: "Schelling chiacchiera senz'alcun ritegno, sia in senso estensivo come intensivo". Nel 1821 entrò alla scuola Borgerdyd, già frequentata da suo fratello Peter, ottimo studente, e dove gli insegnanti quindi si aspettavano molto da lui, poi nel 1831 venne ammesso alla facoltà di teologia di Copenaghen, con la prospettiva, poi non realizzata, di diventare pastore luterano e operare in una chiesa di campagna. Qualche volta in estate raggiungeva Gilleleje, al nord, il suo "posto preferito", dove gli piaceva rimanere muto, fermo davanti al mare e ascoltare i gabbiani.

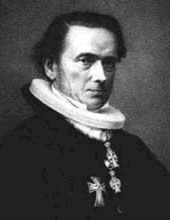
Hans Lassen Martensen, vescovo luterano. Kierkegaard fu molto polemico nei suoi confronti e lo accusò di essere mondano e di aver tradito gli insegnamenti originari di Gesù Cristo.

Nel 1837 scrisse una commedia intitolata La battaglia tra la vecchia e la nuova saponetta, parodia contro ortodossia e razionalismo. Poi la morte di Poul Martin Møller, suo insegnante di filosofia, gli lasciò un'impressione forte e decise di adottarne la vocazione a svolgere i problemi filosofici in drammaturgie letterarie, pur sapendo che "la coscienza della mia immortalità appare solamente e interamente a me stesso". Nel settembre dello stesso anno andò a vivere per proprio conto (al n. 7 di Løvstræde). Tornerà ad abitare nella casa paterna al n. 2 di Nytorv più volte, dopo la morte di lui. L'amico Emil Boesen dirà che leggeva molto e che considerava sé stesso poco più che semplicemente un ascoltatore.

### Relazione con Regine Olsen
Nel 1840, si fidanzò con la diciottenne Regine Olsen (nata nel 1822, anche lei ultima di sette figli), ma, dopo circa un anno, ruppe il fidanzamento. Forse Kierkegaard non voleva ingannare la ragazza, avendo il timore ossessivo che la maledizione divina potesse gravare anche sulla famiglia che avrebbe formato insieme a lei, o forse pensava che la serietà della fede cristiana gli impedisse di "sistemarsi" nei panni di un tranquillo uomo sposato. Regine si disse pronta a tutto pur di sposarlo, ma Kierkegaard fece il possibile per apparirle disgustoso (ad esempio fingendosi dedito all'alcol e inventando di avere un'amante a Berlino), in modo che cadesse su di lui la colpa della rottura del fidanzamento, che peraltro gli procurò rimpianto per tutta la vita. Pare che i due si siano incontrati per l'ultima volta il 17 marzo del 1855, pochi mesi prima della morte del filosofo. Regine doveva seguire il marito alla volta delle Indie occidentali, per fare ritorno chissà quando. A ridosso della partenza si appostò nel centro cittadino, nella speranza di scorgere il suo vecchio fidanzato. Non appena lo vide, gli sussurrò con un filo di voce: "Dio ti benedica - Possa andarti tutto bene!" Kierkegaard rimase quasi impietrito e riuscì a sollevare un po' il cappello in segno di saluto. Non si sarebbero rivisti mai più.

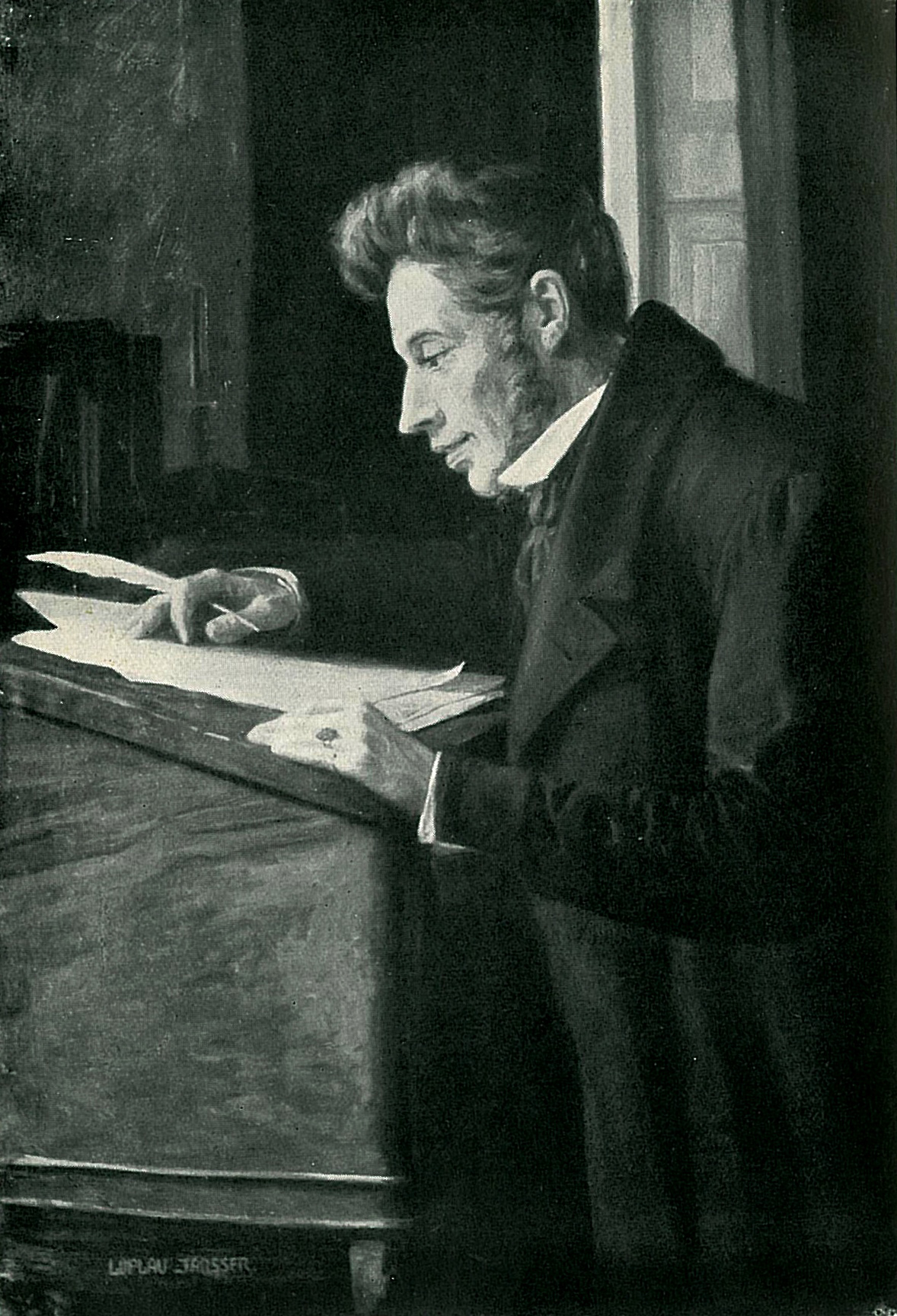
Kierkegaard allo scrittoio in una rappresentazione del pittore Luplau Janssen

### Una vita solitaria
Kierkegaard condusse un'esistenza appartata dove la meditazione e lo studio occupavano gran parte del suo tempo. Alcuni hanno dedotto che avesse un temperamento scontroso e poco socievole. La giornalista femminista svedese Federica Bremer fu una di questi: Il dott. Kierkegaard era malaticcio, irritabile e capace di montare su tutte le furie se il sole non mandava i raggi come diceva lui! I fatti comunque dimostrano il contrario. Ad esempio, il re Cristiano VIII di Danimarca amava la sua compagnia e si dilettava nel sentirlo parlare.
Kierkegaard, inoltre, si intratteneva quotidianamente con la gente comune che incontrava nelle strade di Copenaghen. Frequentava anche alcuni salotti di amici (dove conobbe la fidanzata Regine) che lo avevano in grande considerazione. I colleghi studenti del circolo studentesco erano inoltre un'ulteriore e costante frequentazione del filosofo danese, che fu anche nominato presidente della loro lega. Kierkegaard viaggiò pochissimo fuori dalla sua Danimarca. Compì solamente alcuni viaggi a Berlino, uno dei quali per presenziare alle lezioni della nuova filosofia di Schelling.
Dapprima entusiasta, Kierkegaard si rese conto che quella nuova filosofia era fine a sé stessa; interruppe quindi la frequenza delle lezioni e se ne tornò a Copenaghen. Gli appunti dettagliati di quelle lezioni diventarono un'ampia pubblicazione sul pensiero di Schelling. I critici giudicano tali scritti l'unica opera importante per conoscere il pensiero di Schelling in quel determinato periodo, non essendo pervenuto nessun altro materiale su quelle lezioni. Gli unici fatti rilevanti della sua vita furono gli attacchi che gli vennero mossi dal giornale satirico Il corsaro, e la polemica contro l'opportunismo e il conformismo religioso che egli condusse, nell'ultimo anno della sua vita, in una serie di articoli pubblicati nel periodico Il momento.
Su Il corsaro, Kierkegaard apparve più volte ritratto in maligne caricature in cui veniva preso in giro. Il filosofo ne rimase amareggiato. Quanto alla polemica che egli condusse contro il conformismo religioso, Kierkegaard accusava la Chiesa danese, e in particolare il vescovo luterano Jacob Peter Mynster e il suo successore Hans Lassen Martensen, di essere mondani e di aver tradito gli insegnamenti originari di Gesù Cristo. Di religione protestante con spiccati elementi di convergenza col cattolicesimo medievale, nel 1850 interruppe ogni rapporto con la Chiesa protestante danese.

### Malattia e morte
Fragile di salute, la cui debolezza egli attribuiva a una caduta da un albero da bambino, nell'ottobre del 1855, dopo essere caduto per strada, Kierkegaard fu ricoverato al Friedriks Hospital di Copenaghen, dove visse i suoi ultimi quarantuno giorni. Gli fu diagnosticata una grave lesione spinale e un'emorragia cerebrale. Kierkegaard morì in ospedale un mese dopo il ricovero, l'11 novembre, forse per le conseguenze dell'incidente, all'età di 42 anni; in punto di morte rifiutò la benedizione officiata da un pastore luterano.
Da una recente ricerca prodotta sulle carte provenienti dall'ospedale in cui fu ricoverato il filosofo, è stata avanzata l'idea che Kierkegaard soffrisse già precedentemente di paralisi spinale progressiva; tra le possibili cause le più accreditate dagli studiosi sono: la sindrome di Guillain-Barré (nella forma di paralisi acuta ascendente di Laundry) contratta dopo un'infezione, la malattia di Pott (tubercolosi ossea vertebrale), la porfiria acuta intermittente con manifestazioni fisiche e psichiatriche o, secondo il biografo Joakim Garff, la sifilide congenita trasmessa dai genitori (tabe dorsale con "paralisi progressiva dell'insano" causata da sifilide terziaria). Ipotesi minoritarie propongono che soffrisse di paralisi sopranucleare progressiva, atrofia muscolare spinale di tipo IV, epilessia del lobo temporale, sclerosi multipla. Alcune di queste malattie possono anche avere origini familiari e genetiche, ma non si sa se la morte prematura dei fratelli (ad esempio la caduta mortale del fratello omonimo, coincidenza curiosa nella biografia dei due fratelli, potrebbe essere un sintomo di epilessia familiare) potesse essere stata da queste causata.
Kierkegaard fu sepolto nella tomba di famiglia al cimitero Assistens di Nørrebro, nella città di Copenaghen, accanto ai genitori e ai fratelli. Sulla sua tomba, avrebbe voluto come epitaffio "Questo singolo", per riaffermare il primato dell'individuo rispetto al tutto (ma il suo desiderio non fu esaudito).

## Il pensiero di Kierkegaard
(Søren Kierkegaard, Postilla conclusiva non scientifica alle «Briciole di filosofia»)
Kierkegaard contesta Hegel, sostenendo che l'esistenza è sempre del singolo, e non può essere ricondotta ad alcuna unità sistemica sovraindividuale. Rimprovera agli intellettuali la scarsa coerenza tra parola e azione, mentre ammira Cristo, Socrate e Pascal per la coerenza del loro pensiero e delle loro vite; giustifica Feuerbach "che è accusato di attaccare il cristianesimo mentre invece attacca i falsi cristiani"; critica ferocemente "la onesta ipocrisia" di Schopenhauer, "il fallimento sul cristianesimo" di Schleiermacher, le "chiacchiere" di Schelling, "l'ambiguità della filosofia" di Spinoza e "gli attacchi sottomano fatti al cristianesimo" da Lessing.
Ridicolizza e ironizza sulla categoria dei teologi del suo tempo azzardando anche una previsione sulla fine che faranno: "Avremo una folla di uomini che farà delle scienze naturali la sua religione. Le scienze naturali mostrano ora che tutto un complesso di concetti che si trovano nella Sacra Scrittura, riguardanti i fenomeni naturali, sono insostenibili: ergo, la Sacra Scrittura non è la parola di Dio; ergo, non è la Rivelazione. Qui la scienza teologica viene a trovarsi in imbarazzo. Perché le scienze naturali hanno forse ragione in ciò che dicono: ma la scienza teologica desidera tanto anch'essa essere scienza, ma allora anche qui perderà la partita. Se la cosa non fosse così seria, sarebbe molto comico pensare la penosa situazione della scienza teologica: però se lo merita perché è la nemesi della sua fregola di volersi spacciare per scienza".
"Una cultura mondana renderà i teologi pavidi, così ch'essi non osino altro che di darsi l'apparenza di avere anche una patina di scienza ecc. - avranno paura a questo riguardo di stare a tu per tu con l'uomo nero, del tutto come accadde l'altra volta con il "sistema" [...] Ciò di cui ci sarebbe bisogno [...] coraggio personale, per osare di temere Dio più degli uomini". Secondo Kierkegaard la dimensione esistenziale dell'uomo è segnata dall'angoscia, dalla disperazione e dal fallimento o scacco esistenziale.
La disperazione nasce da un rapporto serio dell'uomo con sé stesso, mentre l'angoscia nasce da un rapporto serio dell'uomo con il mondo, e consiste nel senso di inadeguatezza che nasce dall'impossibilità dell'uomo di essere autosufficiente senza Dio. Kierkegaard pone perciò un primo elemento, quello dell'individualità, che caratterizza tutte le forme di esistenzialismo, e un secondo, quello del rapporto a Dio, che è tipico di tutte le forme religiose di esistenzialismo.

### L'esistenza e il Singolo
(Søren Kierkegaard, Diario)
«Io stupido hegeliano!» Con questa breve affermazione, tratta dalle carte del Diario, Kierkegaard si rimprovera l'iniziale adesione alla filosofia hegeliana. Il pensiero di Kierkegaard si porrà poi in netto contrasto con quello di Hegel. Il filosofo tedesco, infatti, riconduceva ogni tipo di fenomeno, ideale e reale nell'ambito della dialettica interna e storica dello Spirito Assoluto, nella sua infinita autorealizzazione. Kierkegaard si oppose a questa concezione. Il perno della sua opposizione è il concetto di esistenza. La speculazione di Hegel non considera affatto l'esistenza, bensì l'essenza delle cose, nel particolare la loro essenza razionale.
L'esistenza è, per Hegel, un accessorio dell'essenza mentre per Kierkegaard l'esistenza (dal latino ex-sistere, 'stare fuori') significa stare fuori dal concetto, dall'essenza universale. L'esistenza non può essere posta in atto insieme all'essenza dal pensiero, bensì deve essere un dato indipendente dall'attività speculativa. Occuparsi delle essenze vuol dire occuparsi dell'universale, ma Kierkegaard, una volta appurato che essenza ed esistenza differiscono, sposta la sua attenzione dall'universale astratto (riguardante soltanto le entità logiche) all'individuale: il Singolo, l'individuo concreto. Kierkegaard capovolge completamente il significato che Hegel attribuiva al termine "concreto". Concreta non è più la totalità, ma l'individuo. L'astrattezza sarà attributo dell'universalità.
L'esistenza, quindi, spetta proprio all'individuo. Come già sosteneva Aristotele, essa non compete alle essenze universali (per esempio al concetto di "umanità") perché sono soltanto delle entità logiche pensate ma non esistenti. L'esistenza per Aristotele compete solo all'individuo nella sua specifica concretezza, cioè a Pietro, Paolo, ecc., sostanze prime che indicano le specie ultime. Il singolo uomo esistente si distingue dai generi (per Aristotele, "sostanze seconde") a cui appartiene perché, pur godendo degli attributi generali della sua specie (per l'uomo, l'umanità), possiede anche aspetti particolari e irripetibili che lo caratterizzano individualmente, e che non si possono dedurre logicamente dalla sua essenza universale. Questo discorso vale tanto per l'individuo umano quanto per il singolo animale o vegetale. Tuttavia, Kierkegaard sottolinea due differenze che sussistono fra l'esistenza di un uomo e quella di qualsiasi altro essere vivente:
- In primo luogo, mentre nel mondo vegetale e animale è più importante la specie dell'individuo che esiste concretamente, nel mondo umano la situazione è inversa. Infatti, l'uomo singolo non può essere sacrificato alla specie, dato che ogni essere umano è una creatura forgiata a immagine e somiglianza di Dio.
- In secondo luogo, ciò che contraddistingue l'esistenza dell'uomo singolo rispetto agli altri esseri viventi è la possibilità di scegliere e la libertà di decidere. Il comportamento dei singoli animali è condizionato necessariamente dall'istinto. Invece i singoli uomini, nel corso della loro vita, si trovano sempre davanti a più possibilità di fronte alle quali sono totalmente liberi di decidere.

La libertà di scelta però è anche responsabilità individuale di fronte al bene e al male. E, da questo punto di vista, la possibilità genera nell'uomo il caratteristico sentimento dell'angoscia. Kierkegaard, dunque, stabilisce il primato della parte sul tutto, dell'io empirico – che era considerato da Hegel una tappa particolare, e in sé incompiuta, nel procedere dell'Assoluto – sullo Spirito, e contrappone alle tesi hegeliane la concezione dell'uomo propria del cristianesimo. Nella religione cristiana si assegna un valore infinito proprio al "piccolo io" con il proposito di renderlo beato in eterno. Kierkegaard rimprovera a Hegel di aver dimenticato di essere un uomo singolo.
Ironizza poi sul professore hegeliano che si affanna a spiegare tutta la realtà, riducendola a un sistema logico, ma non si ricorda neppure come si chiama perché ha dimenticato di esser un individuo. Il filosofo danese non comprende nemmeno il perché gli hegeliani introducano la contraddizione nel loro sistema per poi superarla in una superiore unità sintetica che racchiude tutte le parti e le armonizza. La contraddizione non è quindi reale bensì astratta; è una separazione arbitraria di ciò che è unito. Sarebbe stato sufficiente negare fin dall'inizio l'opposizione affermando che la realtà è stabile e indivisa. L'esistenza non ha nulla a che vedere con l'universale, quindi l'opposizione c'è solo sul piano astratto del pensiero, non nella realtà: il movimento di superamento delle opposizioni è perciò fittizio e non ha riscontro nella realtà – anche se per gli hegeliani l'opposizione che conduce alla sintesi è insita nella struttura della realtà.

### Possibilità, angoscia e disperazione
Secondo il filosofo di Copenaghen porsi dal punto di vista dell'Assoluto è impossibile poiché l'uomo, in quanto singolo, non può uscire dalla sua soggettività. Che l'uomo reale sia un singolo non impedisce, secondo Kierkegaard, che la soggettività possa assumere un valore assoluto. Nella sua tesi di laurea Sul concetto di ironia in riferimento costante a Socrate (1841) egli mostra come il "saper di non sapere" permetta a una soggettività finita, negando ogni determinazione specifica, di aprirsi verso una soggettività infinita, cioè un principio indeterminato dell'esistenza, di cui (pur non conoscendolo) bisogna ammettere la possibilità. Negando la necessità si apre però l'orizzonte infinito della possibilità.

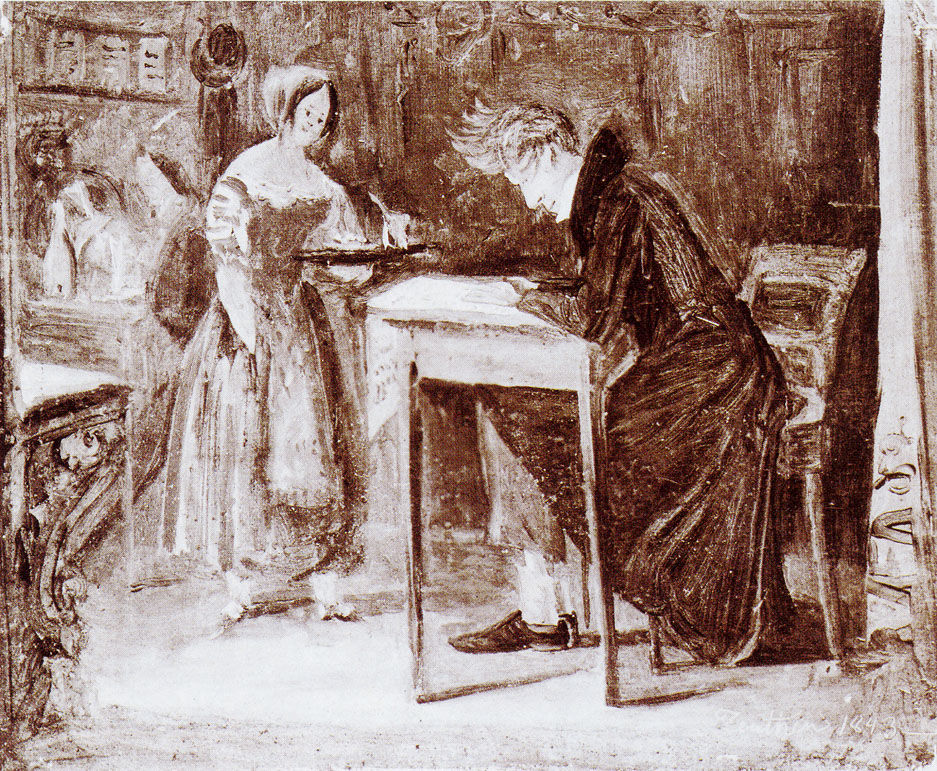
Kierkegaard al caffè, schizzo a olio di Christian Olavius, 1843

Se Hegel si era posto dal punto di vista dell'Assoluto per comprendere la necessità dell'essere, Kierkegaard rinunciando a universalità e oggettività non va oltre la sfera della possibilità. Le diverse determinazioni che può prendere la vita umana non sono altro che possibilità che l'uomo si trova di fronte e tra le quali deve scegliere. Questa totale apertura verso il possibile, la condizione di incertezza e travaglio di fronte alla scelta tra le possibilità, dà vita all'angoscia. Essa è quella "vertigine" connaturata all'uomo che deriva dalla libertà, dalla possibilità assoluta.
Subentra l'angoscia quando si scopre che tutto è possibile. Ma quando tutto è possibile è come se nulla fosse possibile. C'è sempre la possibilità dell'errore, del nulla, la possibilità di agire con esiti imponderabili. L'angoscia, a differenza della paura, che si riferisce sempre a qualcosa di determinato e cessa quando cessa il pericolo, non si riferisce a nulla di preciso e accompagna costantemente l'esistenza dell'uomo. Kierkegaard vive e scrive sotto il segno di questa incertezza: di fronte a ogni alternativa, Kierkegaard si è sentito paralizzato per le infinite possibilità che gli si prospettavano. A suo giudizio, l'angoscia non è un sentimento che possa essere o non essere presente nell'uomo: l'angoscia è essenzialmente connessa all'esistenza umana, in quanto quest'ultima è divenire verso l'ignoto. L'angoscia è dunque letta come fondamento stesso della condizione umana, primigenio e ineliminabile.
La scoperta della possibilità, e quindi dell'angoscia, è stata risvegliata per la prima volta in Adamo dal divieto di Dio. Prima di ricevere da Dio il divieto di mangiare dell'albero del bene e del male, Adamo era innocente: non aveva, cioè, la coscienza delle possibilità che gli si aprivano davanti. Quando riceve da Dio il divieto, acquista la coscienza di "poter" sapere la differenza fra il bene e il male. Diventa consapevole della possibilità della libertà. E l'esperienza di questa possibilità è l'angoscia. L'angoscia è a fondamento del peccato originale: l'angoscia, il sentimento delle possibilità che gli si aprono davanti, mette Adamo nella possibilità di peccare, di infrangere il decreto divino.
Se l'angoscia subentra nel rapporto tra l'io e il mondo esterno dalla consapevolezza che tutto può essere e quindi dall'ignoranza di ciò che accadrà, la disperazione invece subentra nel rapporto dell'io con sé stesso. La disperazione è dovuta al fatto che la possibilità dell'io, che scelga o meno di volere sé stesso, ossia se decida o meno di accettarsi per ciò che è, conduce sempre a un fallimento:
- Se l'io sceglie di volere sé stesso, cioè sceglie di realizzarsi, viene messo di fronte alla sua limitatezza e all'impossibilità di compiere quanto ha deciso.
- Se l'io sceglie di non volere sé stesso e quindi di esser altro da sé, si scontra nuovamente con un'altra impossibilità.

Ne consegue in entrambi i casi il fallimento e quindi la conseguente disperazione, definita da Kierkegaard «malattia mortale» nell'omonima opera del 1849. Mortale non perché conduce alla morte, ma perché essa fa sperimentare all'uomo la sua incapacità di vivere, la sua non vita, la sua morte spirituale. La disperazione è il sentimento che accompagna la persuasione di una sconfitta inevitabile e irreparabile.

### Il paradosso della fede
L'unico esito positivo che angoscia e disperazione possono avere è la fede. L'impossibilità dell'io, che porta alla disperazione, e la possibilità del nulla, che porta all'angoscia, hanno come unica soluzione l'aggrapparsi dell'uomo all'unica possibilità infinitamente positiva, cioè Dio. Così l'uomo pur rimanendo fedele al proprio compito di essere sé stesso riconosce la sua insufficienza, ma non la vive come un peso, bensì come effetto della dipendenza da Dio. Il credente viene rassicurato dal fatto che il possibile non è compito suo ma è nelle mani di Dio.
Il passaggio alla fede non è un progresso graduale, ma un salto senza mediazioni nell'irrazionale - poiché la fede esula dalle spiegazioni razionali - che l'uomo nella sua esistenza decide di compiere abbandonandosi così in un rapporto in cui è solo con Dio. Accedendo alla fede il credente decide di abbandonare ogni comprensione razionale accettando anche l'incomprensibile cioè l'"assurdo". Questo è il "paradosso della fede", la quale è vera proprio perché supera la comprensibilità umana. Quindi nemmeno la fede può assicurare certezza e riposo, poiché contraddice la razionalità sul piano dell'incomprensibile e quindi genera l'assurdità. Per la ragione, infatti, è qualcosa di paradossale e scandaloso la fede in un Uomo che è insieme Dio, in un individuo storico che è insieme metastorico.
Impensabile, razionalmente, è anche l'intimo rapporto fra Dio e l'uomo. Infatti Dio è trascendenza, «infinita differenza qualitativa», e ciò implica una distanza incolmabile fra Lui e l'uomo, distanza che sembra escludere qualsiasi familiarità. L'irruzione dell'uomo, essere finito e temporale, nell'elemento dell'eternità e dell'infinito è la fede, mentre l'irruzione dell'eternità nel tempo è l'"attimo" in cui Dio si rivela all'uomo, in cui l'infinito si manifesta al finito. Nel pensiero di Kierkegaard, che rappresenta la rivincita della religione contro la filosofia, della fede contro la ragione, sembra di riascoltare l'affermazione del teologo africano Tertulliano del II-III secolo d.C., al quale è attribuita la frase Credo quia absurdum est ("Credo perché è assurdo"), in realtà "Credo quia ineptum est" (De carne Christi, 5,4). Secondo questo paradosso, scaturito da un fideismo antintellettualistico, i dogmi della religione vanno difesi con convinzione tanto maggiore, quanto minore è la loro compatibilità con la ragione umana.
Poiché la fede è irrazionale, Kierkegaard critica la concezione hegeliana o quella propria anche della chiesa luterana moderna, che cercano di conciliare ragione e fede. Secondo Kierkegaard, la teologia scientifica pretende infatti di spiegare l'inesplicabile. Inoltre, Kierkegaard criticò la chiesa danese che insisteva sull'osservanza delle regole esteriori. A suo giudizio, la vera religione è quella fondata sul rapporto diretto e interiore fra uomo e Dio. La paradossalità della fede, la rinuncia all'uso dell'analisi razionale, qualificano la filosofia di Kierkegaard come irrazionalista, e a essa guarderanno con interesse diverse tendenze del pensiero del Novecento, come, per esempio, l'esistenzialismo.
Questo movimento filosofico si affermerà in Europa, e precisamente prima in Francia e in Germania e poi anche negli altri paesi, nel periodo compreso fra le due guerre mondiali e negli anni immediatamente successivi al secondo dopoguerra, e si fonderà sull'analisi dell'esistenza umana (appunto già affrontata da Kierkegaard). L'opposizione principale tra l'idealismo e l'esistenzialismo è che mentre il primo pone l'essenza prima dell'esistenza, il secondo pone l'esistenza per prima, e l'essenza dopo. Nascerà un vero e proprio scontro che vedrà in Italia, per esempio, vincitori due idealisti molto diversi: Giovanni Gentile e Benedetto Croce. Dunque, al termine della sua analisi, Kierkegaard è arrivato alla conclusione che le caratteristiche fondamentali dell'esistenza umana sono tre: l'angoscia, che domina il rapporto fra l'uomo e il mondo; la disperazione, che domina il rapporto dell'uomo con sé stesso, e il paradosso, che domina il rapporto dell'uomo con Dio.

### Le tre modalità esistenziali
(Søren Kierkegaard)

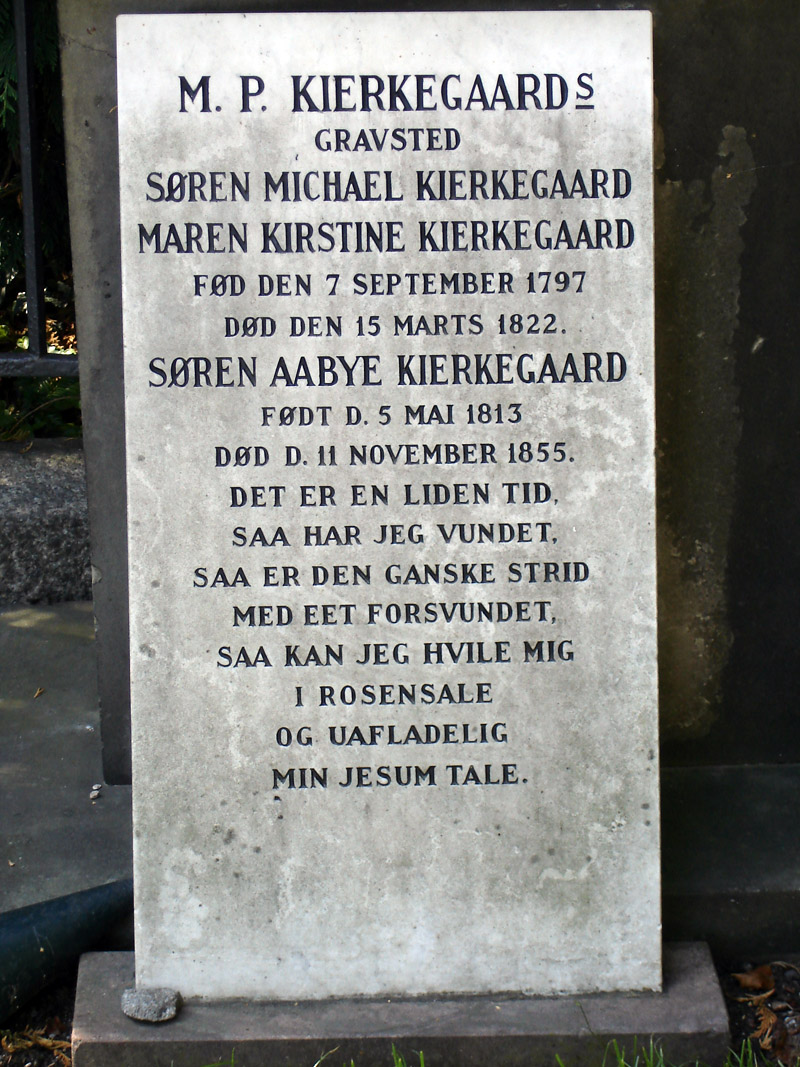
La lapide del filosofo nel cimitero centrale di Copenaghen

Il padre di Kierkegaard fu un lettore di Christian Wolff, il maestro di Kant che introdusse la distinzione fra le tre metafisiche speciali, e Kierkegaard stesso restò influenzato sia da Wolff sia da Kant, forse sino a riprendere la struttura e il contenuto tripartiti del loro pensiero filosofico per formulare le proprie "tre modalità esistenziali".
Secondo Kierkegaard si può esistere in tre diversi modi che si escludono fra loro. Come già nel testo del 1845 Stadi sul cammino della vita, le possibili tappe sono però meglio definite come «sfere di vita» chiuse, autonome e reciprocamente impermeabili, immobili polarità intellettuali ed emotive la cui dialettica non è temporale e progressiva come quella di Hegel, ma statica e spaziale, fatta di situazioni che non evolvono: si può vivere tutta l'esistenza in una sola dimensione, si può progredire, ma anche regredire. Nell'opera Aut-Aut del 1843, egli presenta l'alternativa fra le prime due sfere, quella estetica e quella etica. Nell'opera Timore e tremore, sempre del 1843, emerge la terza sfera, quella religiosa. Il filosofo non si riconoscerà nelle prime due, ma si giudicherà pure inetto alla terza per via d'una sua "teologia sperimentale" che gli si dimostrerà fallimentare.
Secondo Kierkegaard, il passaggio da una forma di vita all'altra non avviene per necessità dialettica come in Hegel. Per Hegel, dialetticamente e necessariamente, cioè in modo inevitabile, l'uomo si costituisce prima come essere etico nello Stato; poi, sempre per necessità dialettica, si costituisce come essere estetico, religioso, e infine filosofico. Invece, secondo Kierkegaard, questo passaggio avviene per libera scelta. Inoltre, per Hegel la dialettica fa sì che nel terzo momento i primi due siano conservati (anche se superati). Invece, per Kierkegaard, attività estetica, etica e religiosa si presentano al singolo come possibilità tra le quali egli deve scegliere, cosicché, scegliendo l'una, è costretto a rifiutare le altre. Fra di esse c'è un abisso e un salto. La dialettica di Kierkegaard fra le forme alternative di vita è "qualitativa" e non "quantitativa" come quella di Hegel: non ammette sintesi, cioè conciliazione e armonia fra gli opposti, ma solo passaggio brusco da un opposto all'altro, e i due opposti si escludono a vicenda senza conciliarsi. Per esempio, tra la vita religiosa e le altre forme di esistenza non c'è mediazione: non è possibile essere cristiani "fino a un certo punto". O lo si è interamente o non lo si è. La dialettica quantitativa hegeliana si può riassumere nella formula "et et", mentre la dialettica qualitativa kierkegaardiana nella formula "aut aut", che sta a indicare la scelta esclusiva di uno degli opposti.

#### La vita estetica
Lo stadio estetico è quello in cui l'uomo manifesta indifferenza nei confronti dei princìpi e dei valori morali. L'esteta non crede nelle leggi etiche tradizionali. Ritiene invece fondamentali e primari i valori della bellezza e del piacere e a essi subordina tutti gli altri valori (anche e soprattutto quelli morali). L'esteta è teso solo al soddisfacimento di sempre nuovi desideri e considera il mondo come uno spettacolo da godere. Si lascia vivere momento per momento. Si abbandona al presente fuggendo legami con il passato, rinunciando al ricordo, e con il futuro, non avendo speranza. Vive nell'istante, cioè vive per cogliere tutto ciò che vi è d'interessante nella vita, trascurando tutto ciò che è banale, ripetitivo e meschino. Il suo motto è la massima del poeta latino Orazio: Carpe diem quam minimum credula postero (cioè "cogli l'oggi", vivi alla giornata e credi nel domani il meno possibile).
Il tipo dell'esteta è per Kierkegaard il "seduttore", rappresentato dal personaggio di Don Giovanni, il leggendario cavaliere spagnolo prototipo del libertino, immortalato nell'omonima opera di Mozart. Don Giovanni non si lega a nessuna donna particolare perché vuole poter non scegliere: il seduttore è sciolto da ogni impegno o legame e vive nell'attimo, cercando unicamente la novità del piacere. Don Giovanni seduce migliaia di donne senza riuscire ad amarne davvero nessuna. Don Giovanni è la figura che incarna la sensualità, l'erotico. Non a caso, questo personaggio è immortalato dalla musica. La musica, infatti, è la più sensuale delle arti, perché si rivolge direttamente ai sensi, senza passare attraverso il concetto, la parola.
Ma Kierkegaard esprime un giudizio negativo sull'esteta. Infatti, chi non sceglie e si dedica solo al piacere cade ben presto nella noia, cioè nell'indifferenza nei confronti di tutto, perché, non impegnandosi mai, non vuole profondamente e sentitamente nulla. Infatti, la noia è uno stato esistenziale che sorge quando una persona è affettivamente o progettualmente demotivata. Inoltre l'esteta, se si ferma, cioè se smette di ricercare il piacere e riflette lucidamente su sé stesso, è assalito dalla disperazione. Poiché ha scelto di non scegliere, poiché non ha accettato di fare delle scelte, non si è impegnato in un programma di vita, egli non è nessuno. È nulla. Ha rinunciato a costruirsi un'identità, una personalità definita. Avverte così, con disperazione, il vuoto della propria esistenza, senza senso e senza centro. La disperazione è il terrore del vuoto, del non essere altro che niente.

#### La vita etica

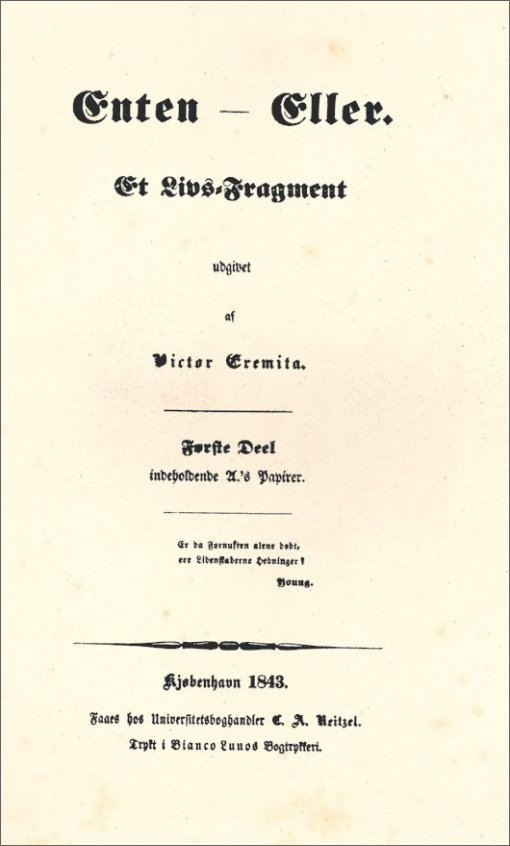
O - O. o Questo, o Quello. L'opera principale di Kierkegaard, composta di cinque tomi e a cui si fa riferimento come Aut Aut. Scritta con lo pseudonimo Victor Eremita

Consapevole della disperazione connessa alla vita estetica, l'uomo può decidere di cambiare tipo di esistenza, optando per la vita etica. Nello stadio etico, l'uomo vive conformemente a ideali morali e cerca di assumersi delle responsabilità. Sceglie fra il bene e il male e accetta i compiti seri della famiglia, del lavoro, dell'impegno nella società, dell'amor di patria e affronta serenamente i sacrifici necessari per restare fedele a tali compiti. Kierkegaard, nell'illustrare questo tipo di vita, ha presente il momento dell'eticità descritto da Hegel, cioè il momento in cui lo spirito oggettivo si incarna nelle istituzioni della famiglia, della società civile e dello Stato. La figura del "marito", cioè dell'uomo che ha scelto una sola donna e ha accettato i doveri del matrimonio, è per Kierkegaard l'emblema dello stadio etico, ed è contrapposta a quello del seduttore. L'uomo etico è incarnato, nell'opera Aut-aut dal Consigliere di Stato Guglielmo. Il consigliere Guglielmo, che ha scelto la vita etica, è un marito fedele, un professionista onesto e laborioso e un funzionario esemplare. Mentre il seduttore vive sempre nell'istante, ma perde sé stesso, il marito, che ha fatto delle scelte etiche e programma in base a esse il suo futuro, sembra edificarsi una personalità. Appare pacificato e tranquillo, non vive per l'istante bensì nella continuità del tempo in cui egli non fa che riaffermare, riconfermare la sua "scelta" iniziale.
Tale "ripetizione" della scelta effettuata è indice dell'abbandono dell'eccezionalità e dell'entrata dell'"universalità del dovere", in cui il dovere non è imposto bensì scelto dall'uomo etico come propria condizione. Anche la vita etica appare, però, limitata. Infatti, l'eticità è spesso caratterizzata dal convenzionalismo e dal conformismo. Nell'adesione a una legge generale, l'uomo che vive eticamente non riesce a valorizzare appieno la sua autentica individualità, rischia di perdersi nell'anonimato, di non trovare davvero in sé stesso la più intima e profonda personalità. Chi sceglie la vita etica e si assume delle responsabilità sociali: chi diventa, per esempio, giudice o militare, o uomo politico, fa solo ciò che fa la gente; fa solo ciò che "si" fa; pensa solo ciò che "si" pensa, per dirla con l'Heidegger di Essere e tempo. L'uomo etico se sceglie sé stesso fino in fondo raggiunge la propria origine, Dio, di fronte alla cui infinitezza non può che provare inadeguatezza morale e senso di colpa.
Secondo Kierkegaard, il passaggio dallo stadio etico allo stadio religioso può essere preparato dal pentimento, cioè dalla presa di coscienza di questa insufficienza. L'etica pura, che ci propone degli ideali assoluti difficili da realizzare, ci dice che dobbiamo essere sempre insoddisfatti di noi stessi, che non c'è niente nella nostra vita che sia interamente buono. Ma il pentimento può paralizzare e lasciare scoraggiati. Si può superare questa paralisi spirituale con l'esperienza religiosa, cioè accettando per fede che, malgrado le nostre debolezze, Dio è comunque in grado di cancellare i nostri peccati e di redimerci. Così il pentimento ci prepara per il salto nello stadio religioso.

#### La vita religiosa
(Søren Kierkegaard, Sulla mia attività di scrittore)
(Søren Kierkegaard, Papirer)
Kierkegaard descrive lo stadio religioso nell'opera Timore e tremore, che fin dal titolo preannuncia l'atteggiamento dell'uomo davanti alla divinità. L'uomo realizza veramente sé stesso come singolarità, come individuo, solo nella sfera religiosa. Innanzi tutto, quando l'uomo si pone di fronte a Dio, deve abbandonare le finzioni, i mascheramenti e le illusioni. Si mostra a Dio e a sé stesso nella sua vera individualità, nella sua autenticità di peccatore. L'esperienza religiosa prova l'esistenza di un'interiorità nascosta nell'uomo, cioè di una dimensione interiore profonda e individuale, in cui avviene il rapporto personale con Dio. Inoltre, l'uomo che si pone solo davanti a Dio ha la possibilità di affermarsi come singolo, perché Dio può prescrivergli un comandamento singolare che sfida e offende le leggi dell'etica.

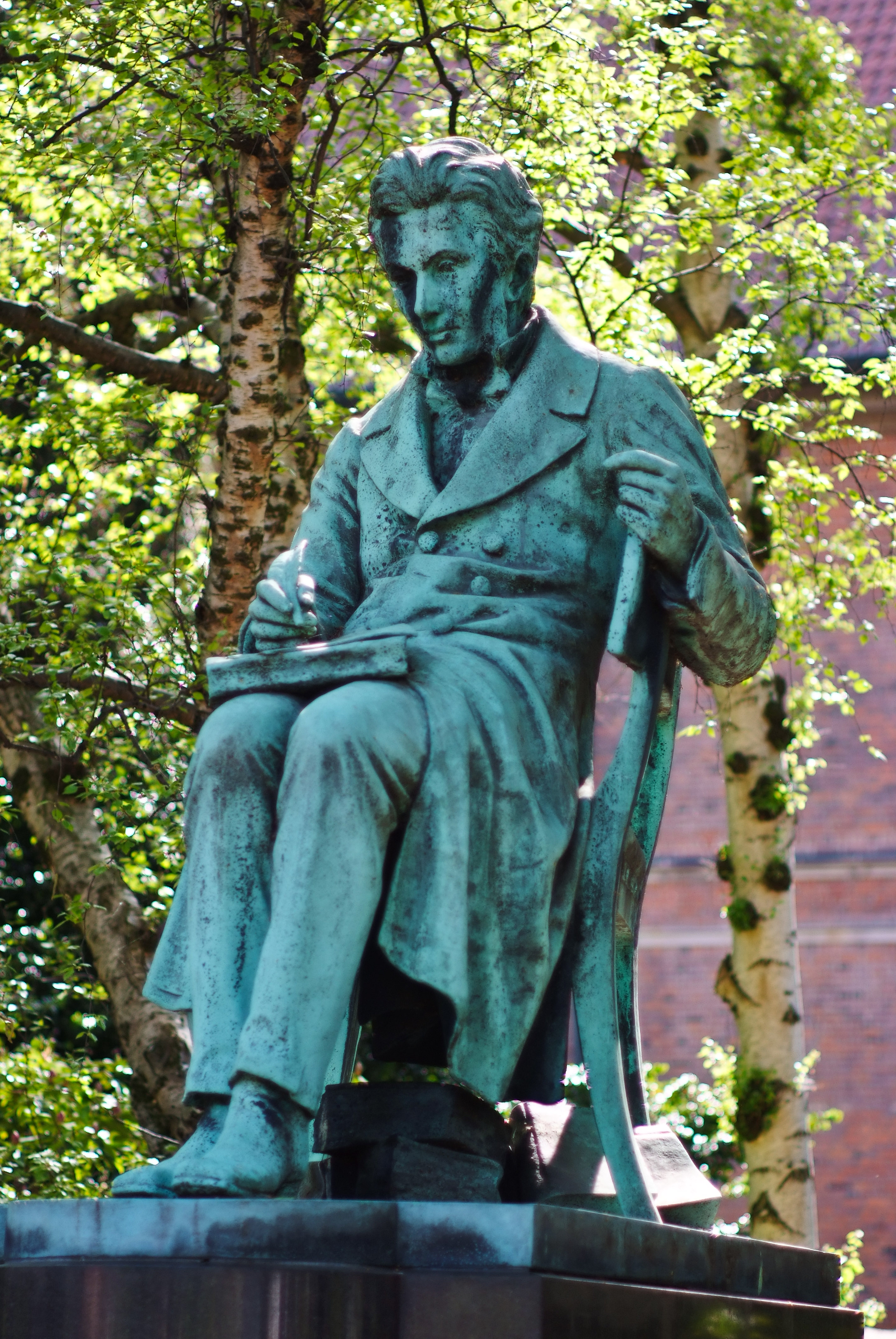
Monumento a Kierkegaard (Copenaghen)

Nella vita etica, per Kierkegaard, l'uomo conosce cos'è buono e giusto e cosa non lo è; nella sfera della religione invece non può più appigliarsi a questi valori. Egli è solo, completamente solo davanti a Dio. L'uomo religioso, "il cavaliere della fede" per eccellenza è incarnato da Abramo. Abramo, il padre dei credenti, primo patriarca del popolo ebraico, vive fino a quasi novant'anni nel rispetto della legge morale. Solo allora viene premiato da Dio col miracolo di ricevere un figlio, Isacco, da Sara, la moglie ormai anziana, e vede dunque appagato il desiderio tanto vivamente sentito di avere una discendenza legittima. Ma Dio, per mettere alla prova la sua fede, gli ordina di sacrificare a lui questo figlio, il suo unico figlio. Abramo non esita a intraprendere il sacrificio e decide di fare eccezione alla legge morale che prescrive di non uccidere. Se non che, all'ultimo momento, interviene l'Angelo del Signore e ferma la sua mano che sta per immolare Isacco. Abramo quindi calpesta i valori dell'etica comune del tempo, comportandosi da credente e non da buon padre perché l'unica giustificazione per il suo gesto sarebbe stata ascrivibile alla volontà divina.
Abramo è pronto a ubbidire, non invoca contro il cielo per il comando di Dio apparentemente crudele. Dio gli ha permesso di avere quel figlio miracolosamente da sua moglie sterile, Dio può chiedergli qualsiasi cosa, anche di sopprimerlo in Suo sacrificio. Abramo ha fede anzi è l'eroe della fede. Proprio in questo consiste l'ubbidienza, ubbidire subito e incondizionatamente, all'ultimo momento. Abramo non riflette, ubbidisce. Se Dio comanda, vuol dire che quel comando è giusto! Abramo non valicò con le riflessioni i limiti della fede. Le riflessioni hanno solo l'effetto di far trasgredire i limiti, dice Kierkegaard. Ma Abramo, il Padre della Fede, rimase nella Fede lungi dai limiti, da quei confini in cui la fede svanisce nella riflessione.
Fuori dall'etica compare il "rischio" perché nessuno può esser certo di non sbagliare. Isolato da tutto e tutti, l'essere umano è un'eccezione assoluta; le regole etiche non lo aiuteranno a capire. La fede consiste proprio nel "paradosso" per cui esiste un'interiorità incommensurabile con l'esteriorità. Il credente, il singolo, che per l'etica è subordinato alle leggi universali, si troverà in condizione di superiorità rispetto all'universale grazie al rapporto individuale che intrattiene con l'Assoluto. La fede è vera non oggettivamente – giacché si fonda su rapporto soggettivo con Dio –, non razionalmente: essa è vera in quanto va al di là della comprensibilità umana.
Nel momento in cui entriamo in rapporto con Dio, con il fine supremo e ultimo della nostra vita, tutto il resto, anche la conformità alle regole etiche, deve eclissarsi: nella religione ci dobbiamo abbandonare completamente a Dio e avere fede in Lui al di sopra di tutto, come fece Abramo, anche contro i dettami dell'etica. Non c'è dunque continuità fra la vita etica e quella religiosa. Tra esse, anzi, c'è un abisso ancora più profondo che tra l'estetica e l'etica. La vita religiosa è esistenza vissuta al di fuori e al di sopra dell'etica, in conformità con la fede. Kierkegaard distingue il gesto di Abramo (l'eroe religioso) da quello di Agamennone (l'eroe tragico). Agamennone è il comandante supremo dei Greci nella guerra contro Troia, che accetta il sacrificio della figlia per placare la dea Artemide (Diana per i Romani).
La vicenda di Agamennone è la seguente: la flotta greca deve trasportare gli Achei a Troia per punire la città del rapimento di Elena (moglie di Menelao, fratello di Agamennone), effettuato da Paride (figlio di Priamo, re di Troia). Ma la flotta rinvia la partenza di giorno in giorno per la mancanza di venti favorevoli. L'indovino Calcante attribuisce questo fatto alla collera di Artemide, dovuta a un'offesa che Agamennone ha fatto alla dea. Calcante rivela che Artemide si placherà solo se Agamennone le sacrificherà la figlia Ifigenia. E così, per permettere la partenza degli Achei, Ifigenia viene immolata sull'altare della dea. Secondo Kierkegaard, quella di Agamennone non è, come quella di Abramo, una scelta religiosa, perché rimane entro i confini della morale. Infatti, come capo degli Achei, Agamennone ha il dovere morale di salvare il suo popolo: nella sua scelta fra la responsabilità di capo e quella di padre, si scontrano due princìpi morali, ed egli ubbidisce a quello che è superiore all'altro. Abramo, al contrario, è andato oltre i confini dell'etica, del bene e del male. La sua è stata una scelta esclusivamente di fede. Comunque, secondo Kierkegaard, nella fase religiosa ci lasciamo dietro l'etica, ma senza abolirla. Infatti Kierkegaard precisa che l'etica viene ben presto ripristinata dal comando singolare di Dio. Egli, infatti, ci fa compiere, per obbedienza di fede, gli stessi atti che ci sono imposti, sul piano subordinato dell'etica, dalla nostra ragione. Ma, nella sfera religiosa, il caso del comando eccezionale, scandaloso, è sempre possibile.

### L'angoscia e la disperazione
(Søren Kierkegaard, Il concetto dell'angoscia)

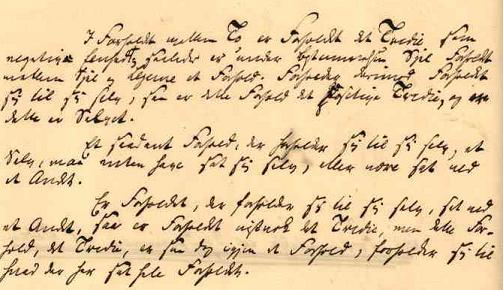
Manoscritto autografo de La malattia mortale

Kierkegaard si è dapprima fermato a delineare gli stadi fondamentali della vita, presentandoli come alternative che si escludono a vicenda. Successivamente è stato condotto ad approfondire il tema centrale della sua filosofia, cioè l'esistenza come possibilità. Questo argomento è svolto nelle opere Il concetto dell'angoscia (1844) e La malattia mortale (1849). La vita dell'uomo è fondata sulla scelta, sulla decisione tra possibilità diverse. Le possibilità caratterizzano l'esistenza della persona umana. La vita dell'animale è determinata dalle caratteristiche della specie a cui appartiene, corre sui binari della necessità, non si ciba di ciò che vuole ma di ciò che trova. Invece, la vita dell'uomo non è già prefissata, non è guidata dall'istinto, ma è segnata dalla possibilità di scegliere, cioè nel libero arbitrio. Nell'esistenza umana nulla è necessario: tutto è possibile, a differenza di quanto sostiene Hegel.
Kierkegaard ha però messo in luce gli aspetti negativi e distruttivi della possibilità. Scegliere una possibilità non significa garantirsi il successo per ciò che essa prospetta. Infatti una possibilità nel suo svilupparsi può sempre venir meno o non realizzarsi. E neppure la sua realizzazione è sicura e definitiva, perché nuove possibilità avverse possono sopraggiungere. Inoltre l'uomo vive immerso in un mare di possibilità minacciose: non c'è vita che si sottragga alla possibilità della morte; né stato di benessere che sia sicuro da ogni rischio; non c'è virtù o buona volontà che non sia soggetta alla possibilità del peccato. L'infinità e l'indeterminatezza delle possibilità future, in cui ogni possibilità favorevole è annientata dall'infinito numero delle possibilità sfavorevoli, fanno sentire all'uomo la sua impotenza. La possibilità distrugge ogni aspettativa e ogni capacità umana. Si rivela così l'angoscia, cioè il sentimento della possibilità. L'angoscia è il sentimento che si palesa dall'incertezza e dall'instabilità del futuro.

### Verità significa agire, non conoscere
(Søren Kierkegaard)
Kierkegaard critica qui la fede cristiana ridotta solo a una forma (imperfetta) del sapere e del conoscere, giudicando il contenuto della Rivelazione cristiana che è così riconducibile a concetti nebulosi. Riformula quindi i rapporti fra fede e ragione, fra ragione e rivelazione, fra scienza e fede, tra pensiero ed esistenza, constatando la situazione culturale del suo tempo pregna di astrattezza insensibile alle sfumature cangianti della vita. Il filosofo cristiano contrappone quindi la ricerca della verità soggettiva ed edificante alla insufficienza del pensiero oggettivo caro a Hegel e alla destra hegeliana. Ritiene Hegel e i suoi seguaci falsi testimoni della verità. La verità non appartiene a coloro che più sanno e più conoscono bensì a coloro che scelgono di agire, anche se tale impegno e tale scelta comporta rinunce e sacrifici. Quindi una fede da vivere piuttosto che una ideale senza opere.

### Il cristiano e il mondo
(Søren Kierkegaard)
Kierkegaard accurato studioso delle Sacre Scritture dichiara che "l'amicizia del mondo" quindi il proporsi di "divenire" grandi, riconosciuti, importanti "nel mondo" è in netto contrasto con l'essere vero cristiano. Anche in questo caso si pone un vero e proprio "aut-aut", "una scelta" fra una cosa o l'altra: adoperarsi per divenire una cosa o impegnarsi in qualcosa del tutto diversa. Infatti scrive: "Altro è "essere" principe, conte, milionario ecc. e altro è "diventare" qualcosa di grande. La prima cosa si può conciliare con l'essere cristiano. Ma quando non si è qualcosa di grande per nascita, ma si è cristiani, è impossibile diventare qualcosa di grande nel mondo. Per "diventarlo" bisogna immergersi nel mondo – cosa che, per il fatto di essere cristiani, non è lecito".
Per comprendere compiutamente il pensiero di Kierkegaard sul cosiddetto mondo, basti pensare al giudizio che il filosofo esprime sulla stessa Chiesa luterana. Secondo Kierkegaard, infatti, la Chiesa luterana, che non operava nel cristianesimo, era da considerarsi "chiesa trionfante" (amica del "mondo" e "nel mondo") in netto contrasto con quello che invece avrebbe dovuto essere la chiesa del vero cristianesimo, ovvero "chiesa militante" ("contro il mondo"). A suo avviso infatti chi segue davvero Cristo a volte deve operare scelte impopolari e non comode, perché "Cristo è la via; lo ha detto egli stesso (Gio. 14, 6), non può perciò non essere vero. E questa via è stretta: lo ha detto egli stesso. E anche se egli non l'avesse detto, sarebbe stato vero egualmente. Si ha qui un esempio di quello che comporta il «predicare» nel senso più alto. Perché anche se Cristo non avesse mai detto: «Angusta è la porta e stretta è la via che conduce alla vita» (Mt. 7, 14), tu guarda a lui e vedrai subito che la «via è stretta»".

## Comunicazione indiretta e diretta
(Søren Kierkegaard)
Secondo Cornelio Fabro, la "selva" degli scritti di Kierkegaard può essere classificata in tre grandi sezioni:
1. Le opere in cui usa pseudonimi (comunicazione indiretta)
2. Le opere in cui si identifica con il proprio nome (comunicazione diretta) ovvero i Discorsi edificanti
3. Lo sterminato numero di Carte (Papirer) tra cui troviamo anche il Diario.

Nell'indice della raccolta di Opere, edita da Sansoni nel 1972, lo studioso riporta questa classificazione:
- Comunicazione indiretta - a firma di pseudonimi
  - Parte Prima. Ciclo estetico-etico (Victor Eremita e Johannes de Silentio)
    - 1) Aut-Aut (dalle carte di A)
    - 2) Timore e tremore

  - Parte Seconda. L'intermezzo filosofico (Vigilius Haufniensis e il dittico di Johannes Climacus)
    - 1) Il concetto dell'angoscia
    - 2) Briciole di filosofia
    - 3) Postilla conclusiva non scientifica alle «Briciole di filosofia»

  - Parte terza. Il dittico del cristianesimo (Anti-Climacus)
    - 1) La malattia mortale
    - 2) Esercizio del cristianesimo
- Comunicazione diretta - a firma di Søren Kierkegaard
  - Parte quarta. La comunicazione diretta degli scritti edificanti
    - 1) Vangelo delle sofferenze
    - 2) Per l'esame di se stessi raccomandato ai contemporanei
    - 3) L'immutabilità di Dio

Le opere pseudonime più importanti appartenenti alla cosiddetta "comunicazione indiretta" sono: Enten-Eller di Victor Eremita (1843); Timore e tremore di Johannes de Silentio (1843); La ripresa (tradotta anche come La ripetizione) di Costantin Costantius (1843); Il concetto dell'angoscia di Vigilius Haufniensis (1844); Prefazioni di Nicolaus Notabene (1844); Le briciole di filosofia di Johannes Climacus (1844); Stadi sul cammino della vita di Hilarius Bogbinder, Willia Afham, l'Assessore, Frater Taciturnus (1845); Postilla conclusiva non scientifica alle briciole di filosofia di Johannes Climacus (1846); La malattia mortale di Anti-Climacus (1848); Esercizio di cristianesimo di Anti-Climacus (1850). Esse sono intese come opere di testimoni e di martiri, poiché il cristianesimo non ha bisogno di "professori", ma di "confessori".
La comunicazione della verità che salva non è essenzialmente comunicazione di sapere, ma comunicazione di poter agire, incitamento, stimolo affinché ci si muova all'appropriazione della verità per proprio conto, da singolo. Le opere firmate e pubblicate con il proprio nome sono le diverse raccolte di Discorsi edificanti. Le copiose Carte rappresentano invece la terza sezione degli innumerevoli scritti kierkegaardiani, con il Diario come loro prima selezione.
Kierkegaard stesso spiega la ragione dei suoi scritti pseudonimi della cosiddetta comunicazione indiretta: "La mia pseudonimia o polinomia non ha una ragione casuale nella mia persona [...], ma una ragione essenziale nella stessa produzione, la quale a motivo dello stile della battuta, della varietà psicologica delle differenze individuali, esigeva dal punto di vista poetico la spregiudicatezza nel bene e nel male, nella contrizione e nella dissipazione, nella disperazione e nell'arroganza, nella sofferenza e nella esultanza ecc.: indifferenza che non è limitata idealmente se non dalla coerenza psicologica, che nessuna persona in carne ed ossa potrebbe o vorrebbe permettersi nella limitazione morale della realtà.
Pertanto ciò che è scritto è mio ma soltanto in quanto io metto in bocca della personalità poetica reale dell'autore la sua concezione della vita, quale si può ascoltare nelle battute di risposta, perché il mio rapporto all'opera è ancora più esteriore di quello di un poeta che crea dei personaggi eppure è lui stesso l'autore nella prefazione. Io sono infatti impersonalmente o personalmente in terza persona un suggeritore che ha prodotto poeticamente degli autori, le cui Prefazioni sono ancora una loro produzione, come lo sono anche i loro nomi. Perciò non c'è nei libri pseudonimi neppure una sola parola sul mio conto: io non ho di loro nessuna opinione se non come terza persona [...]".
Cornelio Fabro, nella sua Introduzione a Kierkegaard, commenta e chiarisce: "La ragione degli pseudonimi è nel fatto che essi intendono esporre situazioni ideali, che il vero Autore Søren Kierkegaard non poteva assumere per suo conto e pensò quindi di appioppare a personaggi fittizi che la sua scaltra fantasia creava a getto continuo".
La confessione, o la cosiddetta comunicazione diretta in cui l'Autore si identifica con il suo proprio nome, copre invece con i Discorsi edificanti quasi la metà della produzione pubblicata dal filosofo danese. Kierkegaard stesso spiega nei Papirer qual è lo scopo di questi scritti: "La categoria della mia attività di scrittore è di rendere attenti alla realtà cristiana e io sono soltanto una certa specie di poeta e pensatore". A questo filone appartengono importanti scritti quali Il Vangelo delle sofferenze, Per l'esame di noi stessi e L'Immutabilità di Dio.

### Studi sugli scritti di Kierkegaard
Sulla singolarità degli scritti di Kierkegaard, Cornelio Fabro, uno tra i maggiori studiosi italiani di opere kierkegaardiane, afferma: "Chiunque si risolve ad avvicinare direttamente i testi originali della produzione kierkegaardiana avverte subito che si tratta di una attività letteraria di un tipo singolare che non trova riscontro in nessuna letteratura. Si tratta di un giro di pensiero che elude gli schemi di qualsiasi scuola filosofica e teologica [...] qui non si tratta né di un semplice giro di pensiero che si svolge come un Tutto (Spinoza, Hegel), né di un'intuizione che si dilata da se stessa in sistema (Fichte, Schelling) e neppure di una vita che si fa riflessione di pensiero (Pascal) o di un pensiero che scandaglia gli abissi della vita (Agostino)".
Ad avviso dello studioso, il problema per quanto arduo e complesso, "rimarrebbe un compito accessibile all'acribia critica di uno studio perseverante ed oggettivo. C'è, certamente, anche in Kierkegaard, la complessità dell'opera del genio che molte interpretazioni - anche fra le più note e correnti, specialmente fra noi e in genere dovunque non si accede direttamente al testo originale - non hanno ancora potuto o voluto decifrare". In tutti i casi, ci sono due principali difficoltà nel decifrare il suo pensiero: la lingua (che è fra le più complesse e disarmanti, anche per gli stessi lettori danesi), a causa "degli incisi, delle innovazioni stilistiche e sintattiche, delle allusioni sacre e profane" di cui il testo è pieno; la seconda - più interiore - difficoltà è la molteplicità di piani e orizzonti in cui si presenta la sua produzione scritta, composta da testi pseudonimi, scritti edificanti, e dalla sterminata selva delle «Carte» di cui solo nel 1970 fu ultimata la pubblicazione.
Dentro ciascuna di queste immense produzioni la difficoltà aumenta se si pensa ai vari pseudonimi usati: Johannes Climacus, Anti-Climacus, Victor Eremita, Virgilius Haufniensis, Nicolaus Notabene, Costantin Constantius, Frater Taciturnus, Hilarius Bogbinder (cioè "il rilegatore"), ecc. "Ma quasi non bastasse tutto questo, bisogna riconoscere che dentro ciascuna di queste immense produzioni le difficoltà crescono quando si passa da pseudonimo a pseudonimo e perfino nel passaggio delle parti di una stessa opera: per esempio, fra le «Carte» A e B di Aut-Aut, fra le diverse sezioni degli Stadi o i complessi capitoli del Concetto dell'angoscia. [...] Gli stessi Discorsi edificanti che si propongono di offrire la «comunicazione diretta» si sprofondano d'improvviso nei recessi più inaccessibili dello spirito in una tensione di allucinante dialettica e contemplazione del sacro che consola e punge a un tempo".

## Kierkegaard Renaissance
(Søren Kierkegaard)
Per Kierkegaard Renaissance si intende la rinascita degli studi kierkegaardiani. Ignorato e a volte contestato nella Danimarca luterana, scomodo e con attenzione relativa solo nei paesi scandinavi, all'inizio del XX secolo e dopo la prima guerra mondiale in un'Europa in cui nascevano le dittature che portarono alle crudeltà irrazionali della seconda guerra mondiale, ecco il pensiero di Kierkegaard rinascere sullo sfondo d'uno scenario completamente diverso da quello in cui è nata la filosofia razionalistico-dialettica dell'idealismo. Il momento della fortuna di Kierkegaard giunge infatti dopo il 1918, in una fase in cui l'Europa sembra non proporre altro che distruzione e irrazionalismo. Questo infatti è il tempo in cui Kierkegaard riceve da parte di studiosi e filosofi un'attenzione particolare, secondo alcuni viziata dalla volontà di catalogare e associare il filosofo cristiano a uno schema "riconoscibile".
Cornelio Fabro, infatti, critica la cosiddetta Kierkegaard Renassance e rileva: "Estraneo al suo tempo, Kierkegaard rimane ancora più estraneo al nostro che pullula di lassismo morale e religioso e di mediocrità speculativa, mentre si compiace di facili etichette cambiando ideologia a ogni stagione: tutto il chiasso che si è fatto attorno a lui, specialmente in quest'ultimo cinquantennio da quando la Kierkegaard-Renaissance tedesca con Barth, Jaspers e Heidegger l'ha buttato sul mercato mondiale delle idee piegandolo allo storicismo moderno, non ha fatto che offuscare quell'Idea per la quale egli ha lottato e si è sacrificato: l'onestà ("Redelinghed") della ricerca, l'aspirazione all'assoluto ("det Ubetingede") come compito e scopo unico dell'esistenza dell'uomo, l'accettazione dell'Uomo-Dio come modello ("Forbillede") unico del cristiano.
Su questo ideale purissimo non sono passati soltanto i carri armati del neokantismo, del positivismo e dell'idealismo i quali hanno tagliato alla radice la libertà che autentica la dignità della persona, ma ora scorazzano (sic!) dovunque il marxismo, la fenomenologia, lo strutturalismo e perfino - a scorno e sacrilegio - il cosiddetto esistenzialismo ateo che hanno fatto la terra bruciata dello spirito suonando i tamburi - come nel Riccardo III di Shakespeare - della scienza, della sociologia, della psicoanalisi, delle filosofie analitiche [...] ossia di tutte quelle bagattelle che Kierkegaard aveva già diffidate come foriere di confusione e di tenebre nel mondo dello spirito". Kierkegaard stesso aveva lucidamente previsto la "mercificazione" e la "distorsione" del proprio pensiero dopo la morte. Nel suo Diario infatti scriveva: «Alla mia morte ci sarà parecchio da fare per i docenti. Le infami canaglie! Eppure ciò non servirà a nulla, anche se sarò stampato e ristampato, letto e riletto. I docenti mi convertiranno in un articolo di lucro; mi faranno oggetto del "docere", forse con l'aggiunta: p. es. la sua proprietà è che non si può "docere"».

## Kierkegaard padre dell'esistenzialismo?
Che Kierkegaard possa essere considerato il fondatore dell'esistenzialismo è stato contestato da alcuni autori, che hanno innanzitutto osservato come lo stesso filosofo danese non abbia mai usato il termine "esistenzialismo" per definire la sua filosofia. In secondo luogo essi ritengono che l'autentico esistenzialismo sia una corrente filosofica del XX secolo che secondo la visione di Sartre si basa sull'idea che «l'esistenza precede l'essenza; l'uomo, in quanto singolo, in quanto individuo (esistenza) crea e inventa le idee e i valori universali, come il bene, Dio, l'umanità e così via (essenza); queste idee e valori non hanno pertanto un fondamento indipendente dal singolo individuo, ma sono relativi e soggettivi» per cui «non esiste un ordine razionale dell'universo, che è privo di significato e assurdo. Gli Esistenzialisti sottolineano, infine, gli aspetti negativi dell'esistenza umana, la sua nullità essenziale, che si manifesta nel dolore e soprattutto nella morte.»
Temi, questi ultimi, che sono presenti nella filosofia di Kierkegaard ma a cui egli attribuisce valori religiosi cristiani tali per cui, al contrario degli esistenzialisti del XX secolo, per lo più indifferenti alla religione, egli ritiene l'individuo sempre «responsabile delle sue libere scelte fondamentalmente davanti a Dio, mentre per l'esistenzialista ateo o agnostico l'individuo si rapporta e risponde solo a se stesso.»
Per il filosofo Paul Ricœur voler considerare Kierkegaard il "padre dell'esistenzialismo" significa voler nascondere la vera originale natura della sua filosofia, rispetto ad esempio a quella sartriana, come risulta evidente dalla «lettura del 'Concetto dell'angoscia' e della 'Malattia mortale'; [dove] abbiamo trovato un pensatore che traspone una esperienza viva in una dialettica affilata, che immagina astrattamente degli stadi dell'esistenza, più costruiti che vissuti, e li elabora per mezzo di una dialettica spezzata: finito-infinito, possibile-attuale, incosciente-cosciente».

## Opere

### Scritti editi in vita
- S. Kjerkegaard [sic], Af en endnu Levendes Papirer, 1838
  - Dalle carte di uno ancora in vita, a cura di Dario Borso, Brescia: Morcelliana, 1999 ISBN 88-372-1752-8
- S. A. Kierkegaard, Om Begrebet Ironi med stadigt Hensym til Socrates, 1841
  - Sul concetto di ironia in riferimento costante a Socrate, a cura di D. Borso, Milano: Guerini e Associati, 1991 ISBN 88-7802-074-5; Milano: Rizzoli, 1995 ISBN 88-17-17020-8
  - Per il concetto di ironia [parziale], a cura di Alessandro Cortese, Genova: Marietti, 2004 ISBN 88-211-6336-9
- Victor Eremita, Enten-Eller [2 parti in 5 tomi], 1843
  - Enten Eller. Un frammento di vita, 5 voll. [ed. integrale], a cura di Alessandro Cortese, Milano: Adelphi, 1976-89
    - vol. 1 (n. ed. 2000): Avvertenza [Victor Eremita], Diapsalmata, Gli stadi erotici immediati ovvero il musicale-erotico ISBN 978-88-459-0193-5
    - vol. 2 (n. ed. 1990): Il riflesso del tragico antico nel tragico moderno, Silhouettes, Il più infelice, Il primo amore [commedia in un atto di Scribe tradotta in danese da J. L. Heiberg] ISBN 88-459-0329-X
    - vol. 3 (n. ed. 1997): La rotazione delle colture, Il diario del seduttore ISBN 88-459-0364-8
    - vol. 4 (n. ed. 2001): Validità estetica del matrimonio ISBN 88-459-0465-2
    - vol. 5 (1989): L'equilibrio tra l'estetico e l'etico nell'elaborazione della personalità, Ultimatum ISBN 978-88-459-0664-0

  - Edizioni parziali:
    - L'erotico nella musica, trad. Gualtiero Petrucci, Genova: Formaggini, 1913; Livorno-Foggia: Bastogi, 1974 ISBN 88-8185-147-4
    - Don Giovanni. La musica di Mozart e l'eros, trad. Kristen Montanari Guldbrandsen e Remo Cantoni, Milano: Denti, 1944: Milano: Mondadori, 1976 ISBN 978-88-04-20346-9
    - Don Giovanni, a cura di Gianni Garrera, introduzione di Anna Giannatiempo, Milano: Rizzoli, 2006 ISBN 978-88-17-01222-5
    - Il riflesso del tragico antico nel tragico moderno: un esperimento di ricerca frammentaria, trad. Laura Liva, introduzione di Isabella Adinolfi, Genova: Il melangolo, 2012 ISBN 978-88-7018-839-4
    - L'arte di sconfiggere la noia, a cura di Laura Liva, Genova: Il melangolo, 2015 ISBN 978-88-7018-979-7
    - Il diario del seduttore, trad. Luigi Redaelli, Torino: Bocca, 1910; con introduzione di Angelo G. Sabatini, Roma: Newton Compton, 2012 ISBN 978-88-541-3447-8
    - Diario del seduttore, trad. Attilio Veraldi, Milano: Rizzoli, 1955 ISBN 88-17-15109-2 ISBN 978-88-17-00614-9; Milano: Opportunity Book, 1996 ISBN 88-8111-169-1; con un saggio di Gianni Garrera, Milano: Rizzoli, 2005 ISBN 978-88-17-00614-9; con il titolo Memorie di un seduttore e un saggio di Gabriella Caramore, 2009 ISBN 978-88-17-03159-2; con un saggio di R. Cantoni, Milano: SE, 2013 ISBN 978-88-6723-019-8
    - Diario di un seduttore, a cura di Alessandro Quattrone, Bussolengo: Demetra, 1995 ISBN 88-7122-800-6
    - Diario del seduttore, trad. Christian Kolbe, Marina di Massa: Clandestine, 2007 ISBN 978-88-89383-94-0
    - Diario del seduttore, Firenze: Giunti, 2008 ISBN 978-88-440-3477-1
    - Il diario del Seduttore, trad. a cura di Ingrid Basso, Milano: Feltrinelli 2019
    - Il valore estetico del matrimonio, trad. Gualtiero Petrucci, Napoli: Perrella, 1912
    - Il matrimonio [parziale da Enten Eller - Tomo IV - II parte], trad. Gaia Vittoria, Milano: Modern Publishing, 2009 ISBN 978-88-493-0545-6
    - Aut-aut [parziale di L'equilibrio fra l'aspetto estetico ed etico nell'elaborazione della personalità], trad. K. M. Guldbrandsen e R. Cantoni, Milano: Denti, 1944; Milano: Mondadori, 1956 ISBN 978-88-04-47787-7
- Constantin Constantius, Gjentagelsen, 1843
  - La ripetizione, trad. Enrichetta Valenziani, Milano: Bocca, 1945
  - La ripresa, trad. Angela Zucconi, Milano: Comunità, 1954; Milano: SE, 2103 ISBN 978-88-6723-030-3
  - La ripetizione, a cura di D. Borso, Milano: Guerini e Associati, 1991 ISBN 88-7802-268-3; Milano: Rizzoli, 1996 ISBN 9788858654743
- Johannes de Silentio, Frygt og Baeven, 1843
  - Timore e tremore, trad. Franco Fortini e K. M. Guldbrandsen, prefazione di Jean Wahl, Milano: Comunità, 1948; con prefazione di Filippo Gentili, Milano: Mondadori, 1991 ISBN 88-04-35437-2; con introduzione di Furio Jesi, 2003 ISBN 978-88-04-46960-5
  - Timore e tremore, a cura di Cornelio Fabro, Milano: Rizzoli, 1972 ISBN 978-88-17-16562-4
  - Timore e tremore, introduzione di R. Cantoni, Roma: Newton Compton, 1976
  - Timore e tremore, a cura di Bruno Segre, Santarcangelo di Romagna: RL, 2011 ISBN 978-88-18-02765-5
- Johannes Climacus, Philosophiske Smuler eller En Smule Philosophi, 1844
  - Briciole di filosofia e Postilla non scientifica, trad. C. Fabro, 2 voll., Bologna: Zanichelli, 1962
  - Briciole filosofiche, a cura di Salvatore Spera, Brescia: Quiriniana, 1987 ISBN 978-88-399-0669-4
  - Briciole filosofiche, ovvero Un poco di filosofia, a cura di Umberto Regina, Brescia: Morcelliana, 2012 ISBN 978-88-372-2568-1
- Vigilius Haufniensis, Begrebet Angest, 1844
  - Il concetto dell'angoscia, trad. Michele Federico Sciacca, Milano: Bocca, 1940
  - Il concetto dell'angoscia, trad. Meta Corssen, Firenze: Sansoni, 1942
  - Il concetto dell'angoscia, trad. ridotta Enzo Paci, Torino: Paravia, 1953
  - Il concetto dell'angoscia e La malattia mortale, a cura di C. Fabro, Firenze: Sansoni, 1953
  - Il concetto di angoscia, a cura di B. Segre, Milano: Opportunity, 1994 ISBN 88-8111-130-6
  - Il concetto di angoscia, a cura di C. Fabro, Milano: SE, 2007 ISBN 978-88-7710-717-6
- Nicolaus Notabene, Forord, 1844
  - Prefazioni. Lettura ricreativa per determinati ceti a seconda dell'ora e della circostanza, a cura di D. Borso, Milano: Guerini e Associati, 1990 ISBN 88-7802-150-4; Milano: Rizzoli, 1995 ISBN 88-17-17075-5
- S. Kierkegaard, To opbyggelige Taler, 1843
  - Due discorsi edificanti:
    - 1. L'aspettativa della fede
    - 2. Ogni dono buono e perfetto viene dall'alto
- S. Kierkegaard, Tre opbyggelige Taler, 1843
  - Tre discorsi edificanti:
    - 1. L'amore coprirà una moltitudine di peccati
    - 2. L'amore coprirà una moltitudine di peccati
    - 3. Il rafforzamento dell'uomo interiore
- S. Kierkegaard, Fire opbyggelige Taler, 1843
  - Quattro discorsi edificanti:
    - 1. Il Signore ha dato, il Signore ha tolto, sia lodato il nome del signore
    - 2. Ogni dono buono e perfetto viene dall'alto
    - 3. Ogni dono buono e perfetto viene dall'alto
    - 4. Acquisire la propria anima nella pazienza
      - Discorsi edificanti 1843 [nove discorsi], a cura di D. Borso, Casale Monferrato: Piemme, 1998 ISBN 88-384-3179-5
      - Due discorsi edificanti del maggio 1843 [L'attesa della fede, Ogni dono buono e perfetto viene dall'alto], a cura di A. Cortese, Genova: Marietti, 2000 ISBN 88-211-6308-3
      - Due discorsi edificanti 1843: I. La prospettiva della fede, a cura di U. Regina, Morcelliana, Brescia 2013, ISBN 978-88-372-2729-6
- S. Kierkegaard, To opbyggelige Taler, 1844
  - Due discorsi edificanti:
    - 1. Preservare la propria anima nella pazienza
    - 2. Pazienza in prospettiva
      - Due discorsi edificanti 1844, a cura di Giulia Longo, con prefazioni di Joakim Garff, Il melangolo, Genova 2022 ISBN 978-88-698-3308-3
- S. Kierkegaard, Tre opbyggelige Taler, 1844
  - Tre discorsi edificanti:
    - 1. Pensate al vostro Creatore nei giorni della gioventù
    - 2. L'attesa della salvezza eterna
    - 3. Egli deve crescere, io devo decrescere
- S. Kierkegaard, Fire opbyggelige Taler, 1844
  - Quattro discorsi edificanti:
    - 1. Avere bisogno di Dio è la perfezione più alta dell'essere umano
    - 2. Il pungolo nella carne
    - 3. Contro la codardia 
    - 4. Chi prega combatte bene nella preghiera e vince, e in ciò chi vince è il Signore
- S. Kierkegaard, Tre Taler ved tænkte Leiligheder, 1845
  - Tre discorsi in occasioni immaginarie:
    - 1. In occasione di una confessione
    - 2. In occasione di un matrimonio
    - 3. Davanti a una tomba
      - Accanto a una tomba [solo il terzo], a cura di Roberto Garaventa, Genova: Il melangolo, 1999 ISBN 88-7018-376-9
- Hilarius Bogbinder, Stadier paa Livets vei, 1845
  - Stadi sul cammino della vita, a cura di Ludovica Koch, trad. Anna Maria Segala e Anna Grazia Calabrese [ed. integrale], Milano: Rizzoli, 1993 ISBN 88-17-18716-X ISBN 88-17-17338-X:
  - 1. Hilarius Bogbinder, Lectori Benevolo
  - 2. William Afham, In vino veritas
  - 3. l'Assessore, Considerazioni varie sul matrimonio
  - 4. Frater Taciturnus, Colpevole? Non colpevole?
    - trad. parziali:
      - In vino veritas, trad. Knud Ferlov, Lanciano: Barabba, 1910; con introduzione di Antonio Pieretti, 2003 ISBN 88-88340-61-0; ristampa anastatica dell'ed. Barabba, 2008 ISBN 978-88-6344-008-9
      - In vino veritas. Un ricordo riferito da William Afham, trad. Domenico Pertusati, introduzione di Nicola Abbagnano, Rapallo: Ipotesi, 1982
      - In vino veritas, trad. Icilio Vecchiotti, Bari: Laterza, 1983 ISBN 978-88-420-6438-1
      - In vino veritas, a cura di D. Borso e Simonella Davini, Milano: Tranchida, 1996 ISBN 88-8003-106-6 ISBN 88-8003-282-8
      - In vino veritas, a cura di Laura Liva, con un saggio di Marco Vozza, Torino: Ananke, 2010 ISBN 978-88-7325-343-3
      - In vino veritas, trad. it. a cura di Ingrid Basso, con una postfazione di I. Basso, Feltrinelli, Milano 2020, ISBN 978-8807903762
      - Sul matrimonio in risposta alle obiezioni di un marito, Milano: Rizzoli, 2006 ISBN 88-17-00973-3
- Johannes Climacus, Afsluttende uvidenskabelig Efterskrift til de philosophiske Smuler, 1846
  - Postilla conclusiva non scientifica alle briciole di filosofia, trad. C. Fabro, Milano: Piemme, 1995
- S. Kierkegaard, En literair Anmeldelse, 1846
  - Una recensione letteraria, trad. D. Borso, Milano: Guerini e Associati, 1995 ISBN 88-7802-567-4; con il titolo La nostra epoca, Brescia: Morcelliana, 2013 ISBN 978-88-372-2739-5
  - Due epoche [parziale del cap. 3], a cura di D. Borso, Viterbo: Stampa alternativa, 1994 ISBN 88-7226-195-3
- S. Kierkegaard, Opbyggelige Taler i forskjellig Aand, 1847
  - Discorsi edificanti in vario spirito:
    - Un discorso di occasione di S. K. dedicato al Singolo
    - In occasione di una confessione
    - Tema: «La purità del cuore è volere una cosa sola» in tre discorsi
    - Ciò che abbiamo da imparare dai gigli del campo e dagli uccelli dell'aria
    - Il vangelo delle sofferenze [sette discorsi]
      - Il vangelo delle sofferenze [parziale], a cura di C. Fabro, Fossano: Esperienze, 1971
- S. Kierkegaard, Kjerlighedens Gjerninger, 1847
  - Atti dell'amore, trad. C. Fabro, Milano: Rusconi, Milano 1983; aggiornamento di Giuseppe Girgenti, Milano: Bompiani 2007 ISBN 978-88-452-9254-5
  - Gli atti dell'amore. Alcune riflessioni cristiane in forma di discorsi, a cura di U. Regina, Brescia: Morcelliana, 2009 ISBN 978-88-372-2318-2
- S. Kierkegaard, Christelige Taler, 1848
  - Discorsi cristiani:
    - 1. Le inquietudini dei pagani [sette discorsi]
    - 2. Sentimenti nella lotta delle sofferenze [sette discorsi]
    - 3. Pensieri che colpiscono alle spalle per edificare [sette discorsi]
    - 4. Discorsi per la comunione del venerdì [sette discorsi]

  - trad. parziali:
    - Discorsi cristiani, trad. parziale [mancano i sette discorsi della quarta parte] di Dino T. Donadoni, Roma: Borla, 1963 ISBN 978-88-263-0024-5
    - Puoi soffrire con gioia, trad. parziale Luigi Rosadoni, Torino: Gribaudi, 1972
    - Peccato, perdono, misericordia, trad. parziale Laura Vagliasindi, Torino: Gribaudi, 1973
    - Pensieri che feriscono alle spalle e altri discorsi edificanti [parziale], a cura di C. Fabro, Padova: Messaggero, 1982; Milano: SE, 2010 ISBN 978-88-7710-843-2
- S. Kierkegaard, Lilien paa Marken og Fuglen under Himlen, 1849
  - I gigli dei campi e gli uccelli del cielo, trad. Eugenio Augusto Rossi, Milano: Bocca, 1945
  - Il giglio nel campo e l'uccello nel cielo, a cura di Ettore Rocca, Roma: Donzelli, 1998 ISBN 88-7989-389-0; 2011 ISBN 978-88-6036-636-8
- H. H., Tvende ethisk-religieuse Smaa-Afhandlinger, 1849
  - Due brevi saggi etico-religiosi:
    - È lecito ad un uomo farsi uccidere per la verità?, in Scritti sulla comunicazione, vol. II, a cura di C. Fabro, Roma: Logos, 1982, pp. 223–61
    - Della differenza fra un genio ed un apostolo, in Scritti sulla comunicazione, vol. II, a cura di C. Fabro, Roma: Logos, 1982, pp. 263–80
- Anti-Climacus, Sygdommen til Døden, 1849
  - La malattia mortale, trad. Meta Corssen, Miano: Comunità, 1947; Milano: Mondadori, 1990 ISBN 978-88-04-44780-1; con introduzione di R. Cantoni, Roma: Newton Compton, 1976 ISBN 978-88-8289-971-4
  - La malattia per la morte, a cura di E. Rocca, Roma: Donzelli, 1999
  - La malattia mortale, a cura di C. Fabro, Milano: SE, 2008 ISBN 978-88-7710-750-3
- S. Kierkegaard, »Ypperstepræsten« – »Tolderen« – »Synderinden«, 1849
  - Il sommo sacerdote - Il pubblicano - La peccatrice, in Il giglio del campo e l'uccello del cielo, a cura di E. Rocca, Roma: Donzelli, 1998
- Anti-Climacus, Indøvelse i Christendom, 1850
  - Scuola di Cristianesimo, trad. Agostino Miggiano e K. M. Guldbrandsen, Milano: Comunità, 1950; con introduzione di R. Cantoni, Roma: Newton Compton, 1977
  - Esercizio di cristianesimo, trad. C. Fabro, Roma: Studium, 1971; Milano: SE, 2012 ISBN 978-88-7710-966-8
  - Esercizio di cristianesimo, a cura di S. Spera, Milano: Piemme, 2000 ISBN 88-384-4635-0
- S. Kierkegaard, En opbyggelig Tale, 1850
  - Un discorso edificante: La peccatrice, in Il giglio del campo e l'uccello del cielo, a cura di E. Rocca, cit., pp. 107–21
  - Pensieri che feriscono alle spalle e altri discorsi edificanti [parziale], a cura di C. Fabro, cit.
- S. Kierkegaard, To Taler ved Altergangen om Fredagen, 1851
  - Due discorsi per la Comunione del venerdì, in Il giglio del campo e l'uccello del cielo, a cura di E. Rocca, cit., pp. 123–46
  - Pensieri che feriscono alle spalle e altri discorsi edificanti [parziale], a cura di C. Fabro, cit.
- S. Kierkegaard, Om min Forfatter-Virksomhed, 1851
  - La mia attività letteraria, in Scritti sulla comunicazione, vol. I, a cura di C. Fabro, Roma, Logos, 1979, pp. 97–210
  - Sulla mia attività di scrittore, a cura di Andrea Scaramuccia, Pisa: Ets, 2006 ISBN 88-467-1663-9
- S. Kierkegaard, Til Selvprøvelse Samtiden anbefalet, 1851
  - Lo specchio della parola, trad. C. Fabro, a cura di Enrichetta Valenziani, Firenze: Fussi, 1948
  - Per provare se stesso, tr. Knud Ferlov e Maria Laura Sulpizi, Firenze: Ponte alle Grazie, Milano 1993 ISBN 88-7928-086-4
- S. Kierkegaard, Dette skal siges; saa være det da sagt, 1855
  - Questo dev'essere detto; lo si dica dunque, trad. a cura di Igor Tavilla, in Io voglio onestà. Contro le menzogne del cristianesimo ufficiale, introduzione di Alberto Siclari, Roma, Castelvecchi, 2016, pp. 109–119 ISBN 978-88-6944-553-8
- S. Kierkegaard, Hvad Christus dømmer om officiel Christendom, 1855
  - Il giudizio di Cristo sul cristianesimo ufficiale, in L'istante, trad. Alberto Gallas e Helene Fontana Dyhr, Genova: Marietti, 2001 ISBN 88-211-6119-6
- Øieblikket [10 numeri, di cui l'ultimo incompiuto], 1855
  - L'ora. Atti d'accusa al cristianesimo del Regno di Danimarca, anno 1855, trad. di A. B [sic], 2 voll. [numeri 1-6 e numeri 7-9], Roma: Doxa, 1931
  - L'ora, trad. Antonio Banfi, introduzione di Mario Dal Pra, Milano: Bocca, 1951; Roma: Newton Compton, 1977
  - L'istante, trad. Alberto Gallas e Helene Fontana Dyhr, cit.
- S. Kierkegaard, Guds Uforanderlighed. En Tale, 1855
  - L'immutabilità di Dio (discorso dedicato al padre defunto)

### Articoli
- Quattro articoli su "Kjøbenhavns flyvende Post", 1834-36:
  - A., Ogsaa et Forsvar for Qvindens høie Anlæg, n. 34, 17 dicembre 1834
  - A. F., Kjøbenhavnspostens Morgenbetragtninger i Nr. 43, n. 76, 18 febbraio 1836
  - B., Om Fædrelandets Polemik, I-II, nn. 82-83, 12-15 marzo 1836
  - S. Kierkegaard, Til Hr. Orla Lehmann, n. 87, 10 aprile 1836
- Trentuno articoli su «Fædrelandet» [La Patria], 1842-55:
  - S. Kierkegaard, Aabenbart Skriftemaal, n. 904, 12 giugno 1842
  - A. F., Hvo er Forfatteren af Enten-eller, n. 1162, 27 febbraio 1843
  - Victor Eremita, Taksigelse til Hr. Professor Heiberg, n. 1168, 5 marzo 1843
  - S. Kierkegaard, En lille Forklaring, n. 1236, 16 maggio 1843
  - S. Kierkegaard, En Erklæring og Lidt til, n. 1883, 9 maggio 1845
  - A., En flygtig Bemærkning betræffende en Enkelthed i Don Juan, I-II, nn. 1890-1891, 19-20 maggio 1845
  - Frater Taciturnus, En omreisende Æsthetikers Virksomhed, og hvorledes han dog kom til at betale Gjæstebudet, n. 2078, 27 dicembre 1845
  - Frater Taciturnus, Det dialektiske Resultat af en literair Politi-Forretning, n. 9, 10 gennaio 1846
  - Inter et inter, Krisen og en Krise i en Skuespillerindes Liv, I-IV, nn. 188-191, 24-27 luglio 1848
    - L'attrice, trad. Alessandro Cortese, Treviso: Antilia, 1997 ISBN 88-87073-07-4; Genova: Marietti, 2002 ISBN 88-211-6316-4

  - S. Kierkegaard, Foranlediget ved en Yttring af Dr. Rudelbach mig betræffende, n. 26, 31 gennaio 1851
  - S. Kierkegaard, Var Biskop Mynster et »Sandhedsvidne«, et af »de rette Sandhedsvidner« – er dette Sandhed?, n. 295, 18 dicembre 1854; trad. Il vescovo Mynster è stato un "testimone della verità", uno dei "veri testimoni della verità", in Io voglio onestà, cit., pp. 66–72
  - S. Kierkegaard, Derved bliver det!, n. 304, 30 dicembre 1854; trad. Così stanno le cose!, in Io voglio onestà, cit., pp. 75–81
  - S. Kierkegaard, En Opfordring til mig fra Pastor Paludan-Müller, n. 10, 12 gennaio 1855; trad. Il pastore Paludan-Müller mi lancia una sfida, in Io voglio onestà, cit., pp. 82–84
  - S. Kierkegaard, Stridspunktet med Biskop Martensen; som, christeligt, afgjørende for det i Forveien, christeligt seet, mislige kirkelige Bestaaende, n. 24, 29 gennaio 1855, trad. La disputa con il vescovo Martensen cristianamente decisiva per l'istituzione ecclesiastica, già discutibile dal punto di vista cristiano, in Io voglio onestà, cit., pp. 85–90
  - S. Kierkegaard, To nye Sandhedsvidner, n. 24, 29 gennaio 1855; trad. Due nuovi testimoni della verità, in Io voglio onestà, cit., pp. 36–38
  - S. Kierkegaard, Ved Biskop Mynsters Død, n. 67, 20 marzo 1855; trad. In occasione della morte del vescovo Mynster, in Io voglio onestà, cit., pp. 91–92
  - S. Kierkegaard, Er dette christelig Gudsdyrkelse eller er det at holde Gud for Nar?, n. 68, 21 marzo 1855; trad. Questo è culto cristiano oppure è prendersi gioco di Dio? Un caso di coscienza, in Io voglio onestà, cit., pp. 39–41
  - S. Kierkegaard, Hvad der skal gjøres. - det skee nu ved mig eller ved en Anden, n. 69, 22 marzo 1855; trad. Quel che dev'essere fatto, da me o da un altro, poco importa, in Io voglio onestà, cit., pp. 52–53
  - S. Kierkegaard, Den religieuse Tilstand, n. 72, 26 marzo 1855; trad. La situazione religiosa, in Io voglio onestà, cit., pp. 54–58
  - S. Kierkegaard, En Thesis - kun een eneste, n. 74, 28 marzo 1855; trad. Una tesi. Soltanto una, in Io voglio onestà, cit., pp. 59–60
  - S. Kierkegaard, »Salt«; thi »Christenhed« er: Christendoms Forraadnelse; »en christen Verden« er: Affaldet fra Christendommen, n. 76, 30 marzo 1855; trad. «Il sale», in Io voglio onestà, cit., pp. 61–65
  - S. Kierkegaard, Hvad jeg vil?, n. 77, 31 marzo 1855; trad. Che cosa voglio?, in Io voglio onestà, cit., pp. 27–31
  - S. Kierkegaard, I Anledning af et anonymt Forslag til mig i dette Blads Nr. 79, n. 81, 7 aprile 1855; trad. In riferimento a una proposta anonima che mi è stata fatta nel numero 79 di questo giornale, in Io voglio onestà, cit., p. 93
  - S. Kierkegaard, Var det rigtigst nu at »standse med Klemtningen«?, n. 83, 11 aprile 1855; trad. Sarebbe meglio ora “smettere di suonare a martello”?, in Io voglio onestà, cit., pp. 96–98
  - S. Kierkegaard, Christendom med kongelig Bestalling og Christendom uden kongelig Bestalling, n. 83, 11 aprile 1855; trad. Cristianesimo con patente reale o senza patente reale, in Io voglio onestà, cit., pp. 94–95
  - S. Kierkegaard, Hvilken grusom Straf!, n. 97, 27 aprile 1855; trad. Che crudele punizione!, in Io voglio onestà, cit. pp. 32–35
  - S. Kierkegaard, Et Resultat, n. 107, 10 maggio 1855; trad. Un risultato, in Io voglio onestà, cit., pp. 48–51
  - S. Kierkegaard, En Monolog, n. 107, 10 maggio 1855; trad. Un monologo, in Io voglio onestà, cit., pp. 46–47
  - S. Kierkegaard, Angaaende en taabelig Vigtighed lige over for mig og den Opfattelse af Christendom, som jeg gjør kjendelig, n. 111, 15 maggio 1855; trad. A proposito di una stolta accusa rivolta contro di me e contro la concezione del cristianesimo di cui sono portavoce, in Io voglio onestà, cit., pp. 42–45
  - S. Kierkegaard, Til det nye Oplag af »Indøvelse i Christendom.«, n. 112, 16 maggio 1855; trad. Per la ristampa di «Esercizio del Cristianesimo», in Io voglio onestà, cit., pp. 99–100
  - S. Kierkegaard, At Biskop Martensens Taushed er 1) christeligt uforsvarlig; 2) latterlig; 3) dum-klog; 4) i mere end een Henseende foragtelig, n. 120, 26 maggio 1855; trad. Il silenzio del vescovo Mynster è insostenibile dal punto di vista cristiano; ridicolo; stoltamente accorto; spregevole sotto diversi aspetti, in Io voglio onestà, cit., pp. 101–108

### Scritti postumi
- Et Øieblik, Hr. Andersen!
  - Un momento, signor Andersen!
- Johannes Climacus eller De Omnibus dubitandum est. En Fortælling, 1843
  - Johannes Climacus o De omnibus dubitandum est, a cura di Simonella Davini, Pisa: Ets, 1995 ISBN 978-88-7741-846-3
- Polemik mod Heiberg: Constantin Constantius, Et lille Indlæg af Constantin Constantius Forfatteren af »Gjentagelsen«, tr. it. a cura di Ingrid Basso, Polemica contro Heiberg. Un piccolo annesso di Constantin Constantius autore di La ripetizione, ETS, Pisa 2020.
- Bogen om Adler, 1847:
  - I. Den historiske Situation
  - II. Det saakaldte Aabenbarings-Faktum selv som Phænomen indordnet i den hele moderne Udvikling
  - III. Forrykkelsen af Adlers væsentlige Standpunkt ved ham selv, eller at han ikke forstaaer sig selv, ikke selv troer paa, at der er ham vederfaret en Aabenbaring. Dette belyses directe-indirecte af en lille Piece der indeholder Aktstykker i Sagen om hans Afskedigelse, og indirecte af hans fire sidste Bøger
  - IV. Psychologisk Opfattelse af Adler som Phænomen, og som Satire over den hegelske Philosophie og Nutiden
    - Dell'autorità e della rivelazione, a cura di C. Fabro, Padova: Gregoriana, 1976
- Synspunktet for min Forfatter-Virksomhed, 1848
  - Il punto di vista della mia attività letteraria, in Scritti sulla comunicazione, vol. I, cit., pp. 119–201
  - Il mio punto di vista, trad. Lidia Mirabelli, Milano: La spiga, 1994
- Den bevæbnede Neutralitet
  - La neutralità armata e Il piccolo intervento, a cura di Mariano Cristaldi e Gregor Malantschuk, Messina: Sortino, 1972
  - La neutralità armata, in Scritti sulla comunicazione, vol. II, cit., pp. 281–300
- Hr. Phister som Captain Scipio
- Dømmer selv! Til Selvprøvelse Samtiden anbefalet
  - Giudica da te!, in Per provare se stesso, trad. Knud Ferlov e Maria Laura Sulpizi, cit., pp. 81–165
- Øieblikket Nr. 10
  - L'istante, trad. Alberto Gallas e Helene Fontana Dyhr, cit.

### Diari e carte
- Papirer, 1834-55
  - Diario, a cura di C. Fabro, 12 voll., Brescia Morcelliana, 1948-83 [3 edizioni]
  - Diario [antologia], a cura di C. Fabro, Milano: Rizzoli (su licenza della Morcelliana), 1975 ISBN 978-88-17-17330-8
  - Aforismi e pensieri [antologia], a cura di Massimo Baldini, Roma: Newton Compton, 1995 ISBN 88-8183-148-1
  - Il mistero della Passione. Antologia dal Diario, a cura di Tito Di Stefano, Padova: Messaggero, 2003 ISBN 88-250-1133-4
  - Diari, nuova ed. a cura di Anna Giannatiempo Quinzio e Gianni Garrera, Brescia: Morcelliana, 2010-
    - vol. 1: 1834-1842, 2010 ISBN 978-88-372-2345-8
    - vol. 2: 1842-1847, 2014 ISBN 978-88-372-2595-7
    - vol. 3: 1847-1848, 2017 ISBN 978-88-372-2974-0
- Estratti:
  -  Striden mellem den gamle og den nye Sæbekielder, 1839
    - La lotta tra il vecchio e il nuovo negozio di sapone, commedia, a cura di A. Cortese, Padova: Liviana, 1967

  - Det obyggelige, der ligger, i den Tanke, at mod Gud have vi altid Uret, 1843
    - L'edificazione che c'è nel pensiero che rispetto a Dio abbiamo sempre torto

  - Hvad vi laere af Lilierne paa Marken og af Himmelens Fugle
    - È magnifico essere uomini, trad. Luigi Rosadoni, Torino: Garibaldi, 1971 ISBN 88-7152-030-0

  - Johannes Climacus, Afsluttende uvidenskabelig Efterskrift til de philosophiske Smuler, 1846
    - Primo rapporto sulla propria posizione rispetto all'epoca

  - Den ethiske og den etisk-religieuse Meddelelses Dialektik, 1847
    - La dialettica della comunicazione etica ed etico-religiosa, in Scritti sulla comunicazione, vol. I, a cura di C. Fabro, cit., pp. 47–96

  - Den bevaebnede Neutralitet, 1849
    - La neutralità armata e Il piccolo intervento, a cura di Mariano Cristaldi e Gregor Malantschuk, Messina: Sortino, 1972
    - La neutralità armata, in Scritti sulla comunicazione, vol. II, a cura di C. Fabro, Roma: Logos, 1982
    - La comunicazione della singolarità, a cura di Mauro La Spisa, Palermo: Herbita, 1982

  - Angaaende Landbyoraestens Bog om Mag Kierkegaards, 1850
    - La risposta a un pastore di campagna sull'attività letteraria del Magister Kierkegaard, in Scritti sulla comunicazione, II, a cura di C. Fabro, cit., pp. 301–24
- Referat af Schellings Forelaesninger i Berlin 1841-1842 over Philosophie der Offenbarung
  - Appunti delle lezioni berlinesi di Schelling sulla «Filosofia della Rivelazione» 1841-1842, trad. Ingrid Basso, Milano: Bompiani, 2008 ISBN 978-88-452-6060-5

### Lettere
L'ed. critica comprende:
- Lettere 1-42, Familien Kierkeggard [a Peter Christian Kierkegaard, Michael Pedersen Kierkegaard, Hans Peter Kierkegaard, Else Pedersdatter Kierkegaard, Michael Andersen Kierkegaard, Henriette Kierkegaard, su Vedrørende gravstedet e a Julie Thomsen]
- Lettere 43-69, Studiekammerater og bekendte [a P. E. Lind, Chr. Agerskov, P. J. Spang og C. P. D. Spang, P. L. Møller, H. P. Kofoed-Hansen, Chr. Molbech, F. L. B. Zeuthen, J. L. Phister, C. E. Kiellerup, P. M. Stilling e O. L. Bang]
- Lettere 70-78, Familien Heiberg [a Johan Ludvig Heiberg]
- Lettere 79-119, Emil Boesen [all'amico omonimo]
- Lettere 120-126, Kongehuset og offentlige myndigheder [a F. Fabricius, alla Københavns Universitet, a Kong Christian VIII, alla Det Kongelige Bibliotek, a S. M. Trier, T. Algreen-Ussing, Dronning Caroline Amalie]
- Lettere 127-160, Regine Olsen, gift Schlegel [a Regine Olsen e a Johan Frederik Schlegel (marito) per Regine Schlegel]
  - Lettere sul fidanzamento, trad. Gianni Garrera, Brescia: Morcelliana, 2009 ISBN 978-88-372-2308-3
- Lettere 161-170, Lærere [a E. F. C. Bojesen, F. C. Sibbern, Michael Nielsen, H. N. Clausen e F. C. Petersen]
- Lettere 171-207, Familien Lund [a Carl Lund, Henriette Lund, Michael Lund, Sophie Lund og Carl Lund, Henriette Lund og Wilhelm Lund, Wilhelm Lund, Henrik Lund e ai figli di Ferdinand Lunds]
- Lettere 208-233, Sekretær, bogtrykker, redaktører og forlæggere [a redattori, editori o stampatori, ossia a M. L. Nathanson, J. F. Giødwad, Israel Levin, Bianco Luno, C. A. Reitzel, P. G. Philipsen, B. S. Langhoff, A. C. F. G. Iversen, C. F. Reitzel e C. J. Schou]
- Lettere 234-240, Gejstlige [al clero, ossia a P. D. Ibsen, J. P. Mynster, A. G. Rudelbach, F. J. Mynster, E. C. Tryde]
- Lettere 241-258, Følgebreve, takkebreve, anmodninger m.m. [di ringraziamento, richieste e servizi, a Hr. Hastrup, Ole Cold, C. R., Magnús Eiríksson, Julia C. Werliin, A. T. Schmidt, H. C. Andersen, Fr. Paludan-Müller, Carsten Hauch, N. P. Nielsen, Jonas Collin, A. S. Ørsted e a 5 sconosciuti]
- Lettere 259-275, J. L. A. Kolderup-Rosenvinge [al giurista omonimo]
- Lettere 276-307, Rasmus Nielsen [al filosofo omonimo]
- Lettere 308-318, Læserinder [ai lettori Fredrika Bremer, Fanny Lodovica de Bretteville, e – e, S: F:, Petronella Ross, Ilia Fibiger, L. H e a uno sconosciuto]
- Dedikationer [119 dediche]

### Antologie e altri scritti
- Preghiere, a cura di C. Fabro, Brescia: Morcelliana, 1951
- Antologia kierkegaardiana, a cura di C. Fabro, Torino: SEI, 1952
- Scritti sulla comunicazione, a cura di C. Fabro, 2 voll., Roma: Logos, 1979-82
- Opere, 3 voll., a cura di C. Fabro, Milano: Piemme, 1995 ISBN 88-384-2371-7 ISBN 88-384-2372-5 ISBN 88-384-2373-3
- Breviario, a cura di Dario Antiseri, Milano: Rusconi, 1997
- Tre scritti sul teatro e l'arte dell'attore, a cura di Marcello Gallucci, Roma: Gangemi, 2010 ISBN 978-88-492-1888-6
- Le grandi opere filosofiche e teologiche, a cura di C. Fabro, prefazione di Giovanni Reale, aggiornamento bibliografico e indici di Vincenzo Cicero, Milano: Bompiani, 2013 ISBN 978-88-452-7339-1
- Il problema della fede, vol. 28 delle opere complete di Cornelio Fabro, a cura di Elvio Celestino Fontana, Segni: Edivi, 2014 ISBN 978-88-89231-63-0

### Opere in danese
- Samlede Samlede Vaerker [opere complete], a cura di Anders Bjørn Drachman, Johan Ludvig Heilberg e Hans Ostenfeldt Lange, 14 voll., København, 1901-06; 2 ed. 1920-36 (15 voll., con gli indici a cura di Árni Ibsen e Jens Himmelstrup); 3 ed. 1962-64 (20 voll., a cura di Peter Preisler Rohde e T. Frandsen)
- Søren Kierkegaards Papirer [carte], a cura di Peter Andreas Heiberg, Victor Kuhr e Einer Torsting, 11 voll. in 20 tomi, København, 1909-48; n. ed. 1971-78 (25 voll., con aggiunta curatela di Niels Thulstrup, 16 voll. in 25 tomi)[69]
- Breve og Akstykker vedrørende Søren Kierkegaard [Lettere e documenti], a cura di Niels Thulstrup, 2 voll., København: Munksgaard, 1954
- Katalog over Søren Kierkegaards Bibliotek [catalogo della biblioteca], a cura di N. Thulstrup, København, 1957
- Auktionsprotokol over Søren Kierkegaards Bogsamling [protocollo dell'asta della biblioteca], a cura di Hermann Peter Rohde, København: Det Kongelige Bibliotek, 1967
- Søren Kierkegaard Skrifter [edizione critica], a cura di Niels Jørgen Cappelørn, Joakim Garff, Johnny Kondrup, Tonny Aagaard Olesen e Steen Tullberg, København: Gads Forlag, 55 voll., 1997-2013[70]
- Breve og notater fra Berlin [lettere e note da Berlino], a cura di Jens Staubrand, København, 2012

### Riviste dedicate
- «Kierkegaardiana», S. Kierkegaard Selskabet, 1955-59
- «Bibliotheca Kierkegaardiana», a cura di Niels Thulstrup e Marie Mikulová Thulstrup, I-XVI, København: Reitzel, 1978-88
- «NotaBene. Quaderni di studi kierkegaardiani», a cura di Isabella Adinolfi e altri, I-IX, 2000-14
- «Acta Kierkegaardiana», a cura di Roman Králik, Abrahim H. Khan, Martina Pavlíková, Marie Roubalová e Martin Štúr, I-VI, 2010-

### Opere complete in altre lingue
- (DE) Gesammelte Werke, a cura di Hermann Gottsched e Christoph Schrempf, 12 voll., Jena, 1922-25
- (DE) Gesammelte Werke, a cura di Emanuel Hirsch, 27 voll., Düsseldorf, 1951-68
- (DE) Die Tagebücher [diario], a cura di Hayo Gerdes, 5 voll., Düsseldorf-Köln, 1968-74
- (FR) Œuvres complètes, 20 voll., a cura di Jean Brun e altri, Paris: Orante, 1966-86
- (FR) Journal [diario, estratti], a cura di Knud Ferlov e Jean-Jacques Gateau, Paris: Gallimard, 1941-60
- (FR) Journal et Cahiers de notes, a cura di Else-Marie Jacquet-Tisseau e Jacques Lafarge, Paris: Orante-Fayard, vol. I, 2007; vol. II, 2013
- (EN) Kierkegaard Writings, 26 voll., Princeton: University Press, 1978-88:
  - I. Early Polemical Writings (a cura di Julia Watkin)
  - II. The Concept of Irony, with Continual Reference to Socrates / Notes of Schelling's Berlin Lectures (a cura di Howard Vincent Hong e Edna Hatlestad Hong)
  - III. Either/Or, Part I (a cura di H. V. e E. H. Hong)
  - IV. Either/Or, Part II (a cura di H. V. e E. H. Hong)
  - V. Eighteen Upbuilding Discourses (a cura di H. V. e E. H. Hong)
  - VI. Fear and Trembling / Repetition (a cura di H. V. e E. H. Hong)
  - VII. Philosophical Fragments, or Fragment of Philosophy / Johannes Climacus, or De omnibus dubitandum est (a cura di H. V. e E. H. Hong)
  - VIII. Concept of Anxiety: A Simple Psychologically Orienting Deliberation on the Dogmatic Issue of Hereditary Sin (a cura di Reidar Thomte)
  - IX. Prefaces: Writing Sampler (a cura di Todd Nichols)
  - X. Three Discourses on Imagined Occasions (a cura di H. V. e E. H. Hong)
  - XI. Stages on Life's Way (a cura di H. V. e E. H. Hong)
  - XII. Concluding Unscientific Postscript to Philosophical Fragments, 2 voll. (a cura di H. V. e E. H. Hong)
  - XIII. The Corsair Affair and Articles Related to the Writings (a cura di H. V. e E. H. Hong)
  - XIV. Two Ages: The Age of Revolution and the Present Age: A Literary Review (a cura di H. V. e E. H. Hong)
  - XV. Upbuilding Discourses in Various Spirits (a cura di H. V. e E. H. Hong)
  - XVI. Works of Love (a cura di H. V. - E. H. Hong)
  - XVII. Christian Discourses: The Crisis and a Crisis in the Life of an Actress (a cura di H. V. e E. H. Hong)
  - XVIII. Without Authority (a cura di H. V. e E. H. Hong)
  - XIX. Sickness Unto Death: A Christian Psychological Exposition for Upbuilding and Awakening (a cura di H. V. e E. H. Hong)
  - XX. Practice in Christianity (a cura di H. V. e E. H. Hong)
  - XXI. For Self-Examination / Judge for Yourself! (a cura di H. V. e E. H. Hong)
  - XXII. The Point of View / On my Work as an Author (a cura di H. V. e E. H. Hong)
  - XXIII. The Moment and Late Writings (a cura di H. V. e E. H. Hong)
  - XXIV. The Book of Adler (a cura di H. V. e E. H. Hong)
  - XXV. Letters and Documents (a cura di Henrik Rosenmeier)
  - XXVI. Cumulative Index (a cura di Nathaniel J. Hong, Kathryn Hong e Regine Prenzel-Guthrie)
- (EN) Journals and Notebooks, a cura di Bruce Hubert Kirmmse e altri, Princeton University Press, voll. 1-11 in 12 tomi, 2007-20
- (EN) Journals and Papers, a cura di H. V. e E. H. Hong, Bloomington-London, 1967 ss.
- (EN) Encounters with Kierkegaard. A Life as Seen by His Contemporaries [raccolta di testimonianze], a cura di B. H. Kirmmse, Princeton University Press, 1998
- (EN) Niels Jørgeb Cappelørn, Joakim Garff e Johnny Kondrup, Written Images. Soren Kierkegaard's Journals, Notebooks, Booklets, Sheets, Scraps and Slips of Papers, Princetn U.P., 2003[71]

### DVD su Kierkegaard
- Schelling e Kierkegaard, Il Cammino della Filosofia di Hans-Georg Gadamer, Le radici della filosofia contemporanea. La Rai per la cultura. Ideata da Gerardo Marotta; Interviste a cura di Renato Parascandalo; Consulenza scientifica di Giancarlo Burghi; Regia di Vittorio Rizzo; Direzione scientifica a cura dell'Istituto Italiano per gli Studi Filosofici. DVD 2 - Enciclopedia Multimediale delle Scienze Filosofiche (durata 50 ") - RAI TRADE.